# Begriffe der Harry-Potter-Romane
In diesem Artikel werden wichtige Begriffe aus den sieben Bänden der Harry-Potter-Romanreihe von Joanne K. Rowling beschrieben.
Neben den in der deutschen Ausgabe gebrauchten Bezeichnungen wird in Klammern nachgestellt der Ausdruck angegeben, wie er in der englischsprachigen Originalausgabe der Romane für den jeweils beschriebenen Begriff verwendet wird. Fehlt diese Angabe, so ist die Benennung in beiden Ausgaben gleich.
Außer diesem Artikel gibt es vier weitere, in denen Elemente der Harry-Potter-Welt näher beschrieben werden:
- Figuren der Harry-Potter-Romane
- Handlungsorte der Harry-Potter-Romane
- Tiere der Harry-Potter-Romane
- Liste der Zaubersprüche und Flüche der Harry-Potter-Romane

## Menschen

### Zauberer und Hexen
Zauberer (wizards) und Hexen (witches) bewohnen in den Harry-Potter-Romanen seit Jahrhunderten die gleiche Welt wie die nichtmagischen Menschen, die sogenannten Muggel. Viele Zauberer und Hexen zeigen eine große Unkenntnis über die Muggelwelt. Dies ist gelegentlich sogar der Fall, wenn sie in der Nachbarschaft von Muggeln wohnen. So können viele mit dem Geld und den Gerätschaften der Muggel nicht umgehen. Manche halten es für unglaublich, wie die Menschheit ohne Zauberei auskommen kann, und führen Erfindungen wie die Elektrizität auf die Hilflosigkeit der Menschen zurück. Des Weiteren tragen Zauberer und Hexen, die nicht in Gesellschaft von Muggeln aufwuchsen, oft abenteuerliche Kombinationen verschiedenster Muggelkleidung, wenn sie sich in der Muggelwelt bewegen. Normalerweise tragen sie Umhänge, oft in schrillen Farben, und nicht selten den klischeehaft anmutenden Hexenhut.

#### Reinblut
Als Reinblut (Pureblood) wird ein Zauberer bezeichnet, der ausschließlich Zauberer und Hexen als Vorfahren hat. Viele Mitglieder der Zauberergemeinschaft, die sich selbst als Reinblüter bezeichnen, haben rassistische Ansichten gegenüber ganz oder teilweise muggelstämmigen Zauberern und Hexen. Manche der reinblütigen Familien bezeichnen z. B. die Weasleys als Blutsverräter, da die Familie keinen Standesdünkel aufweist und muggelfreundlich ist. Diese Ansichten sind besonders bei den Anhängern Lord Voldemorts und den Mitgliedern des Hauses Slytherin verbreitet. Sie betrachten muggelstämmige Zauberer als minderwertig und sind überzeugt, dass diese nicht an Zauberschulen wie Hogwarts unterrichtet werden sollten. Im sechsten Band stellt sich heraus, dass es nur wenige echte Reinblüter gibt. Die Anhänger von Lord Voldemort, dem mächtigsten schwarzen Zauberer seiner Zeit, wissen (wahrscheinlich) nicht, dass dieser selbst kein Reinblut ist, und empfinden die Aussagen, die diesen Umstand erläutern, als infame Verleumdung. In vielen „reinblütigen“ Familien herrscht Inzucht. So sind fast alle alten Zaubererfamilien miteinander verwandt, zum Beispiel die Familien Black, Malfoy und Weasley.

#### Halbblut
Als Halbblut (half-blood) wird ein Zauberer bezeichnet, von dem mindestens ein Vorfahre ein Muggel, ein muggelstämmiger Zauberer oder eine muggelstämmige Hexe ist, während der Zauberer aber auch mit Zauberern und Hexen verwandt ist. Dies trifft z. B. für Severus Snape, Lord Voldemort und Harry Potter zu.

#### Schlammblut
Schlammblut (Mudblood) ist eine sehr beleidigende und herabwürdigende Bezeichnung für magische Menschen, deren beide Elternteile Muggel sind. Auf Hermine Granger und Lily Potter trifft dies zu, Draco Malfoy und andere Slytherins beschimpfen sie dementsprechend. Das Durmstrang-Institut nimmt keine Hexen oder Zauberer auf, die es als Schlammblut betrachtet. Die politisch korrekten Bezeichnungen eines Schlammblütigen sind „Muggelgeborener“ und „Muggelstämmiger“.

#### Animagus
Ein Animagus (Pl. Animagi) ist ein Magier, der sich nach Belieben in ein bestimmtes Tier und wieder zurückverwandeln kann. Dazu benötigt er keinen Zauberstab. Um zum Animagus zu werden, muss ein Magier eine lange Prozedur durchlaufen. Schließlich wird er vom Zaubereiministerium geprüft und registriert. Es gibt aber auch nicht registrierte Animagi. Ein Animagus kann seine Gestalt immer nur in ein und dasselbe Tier wandeln. Die Tiergestalt ist von der Persönlichkeit des Magiers abhängig und kann nicht frei gewählt werden.
Die letzte Aussage gilt allerdings nicht uneingeschränkt. Von Sirius Black ist die Aussage bekannt, dass er und James Potter ihre Tiergestalten auch aufgrund der Überlegung entwickelt hätten, dass diese Gestalten groß genug sein mussten, um den Werwolf Remus Lupin erforderlichenfalls kontrollieren und abdrängen oder anderweitig bekämpfen zu können.
Bekannte Animagi und ihre Tiergestalten sind Sirius Black (Hund), Peter Pettigrew (Ratte), James Potter (Hirsch), Rita Kimmkorn (Käfer) und Minerva McGonagall (Katze). Letztere ist der einzige bekannte, registrierte Animagus. Alle anderen haben sich nicht als Animagus registrieren lassen.

#### Auror
Ein Auror (Pl. Auroren) ist ein Zauberer, der die dunklen Künste im Auftrag des Zaubereiministeriums bekämpft. Um diesen Beruf zu ergreifen, benötigt ein Zauberer einen sehr guten Hogwarts-Abschluss. Ein Anwärter benötigt mindestens fünf UTZ mit der Note „Erwartungen übertroffen“ in den Fächern Verteidigung gegen die dunklen Künste, Verwandlung, Zauberkunst, Zaubertränke sowie einem beliebigen weiteren Fach. Nach dem Schulabschluss folgt eine dreijährige Ausbildung auf der Aurorenschule. Dort wird man unter anderem in Fächern wie Tarnung und Maskierung, Verwandlung, Zaubertrankkunde und Verheimlichen und Aufspüren unterrichtet.
Bekannte Auroren sind Nymphadora Tonks und Kingsley Shacklebolt. Bekannte Auroren außer Dienst sind Alice und Frank Longbottom, Alastor „Mad-Eye“ Moody und Rufus Scrimgeour.
Auch Harry Potter hat Interesse bekundet, nach seinem Schulabschluss Auror zu werden. Nach J. K. Rowlings Aussage zu den ungeklärten Fragen im 7. Band wurde Potter später Chef des Aurorenbüros.

#### Metamorphmagus
Ein Metamorphmagus (Pl. Metamorphmagi) ist ein Zauberer, der sein Aussehen willentlich und ohne weitere Hilfsmittel verändern kann. Diese Fähigkeit ist angeboren und kann nicht erlernt werden.
Eine solche ist Nymphadora Tonks, eine Aurorin aus dem Zaubereiministerium und Mitglied des Ordens des Phönix. Sie verändert gern ihre Frisur, lässt sich zum Spaß schreckliche Nasen wachsen und tritt zur Tarnung zwischenzeitlich auch als nette alte Dame auf. Ihr Sohn Teddy, der kurz nach der Geburt mehrmals die Haarfarbe wechselt, hat die Fähigkeiten seiner Mutter geerbt.
Erlebt ein Metamorphmagus einen schweren Schock oder empfindet starke Trauer oder großen Kummer, kann er sich eine Zeit lang nicht verwandeln.

#### Parselmund
Ein Parselmund (Parselmouth) beherrscht die Schlangensprache Parsel (Parseltongue). Diese Fähigkeit ist extrem selten und angeboren. Die Mehrheit der Zaubererschaft fürchtet sie, da die meisten Parselmünder Schwarzmagier waren.
Schon bevor Harry Potter von der Welt der Zauberer erfährt, kommuniziert er bei einem Zoo-Ausflug mit einer Schlange. Jedoch wird ihm die Fähigkeit, mit Schlangen richtiggehend zu sprechen, erst später bewusst. Er erlangte diese Fähigkeit durch die Verbindung, die zwischen ihm und Voldemort bei dessen Mordversuch entstand. Nachdem im siebten Band der Horkrux in Harry zerstört wird, erlischt die Verbindung und die Fähigkeit, Parsel zu sprechen.
Bekannte Parselmünder sind Harry Potter, Lord Voldemort, Salazar Slytherin und die Mitglieder der Familie Gaunt. Weniger bekannt ist Herpo der Üble, der erste bekannte Züchter eines Basilisken. Im siebten Buch gelingt es Ron Weasley, Harrys Zischlaute zu imitieren und die Kammer des Schreckens zu öffnen. Durch die dort geholten Basiliskenzähne kann Hermine den vierten Horkrux, den Becher von Helga Hufflepuff, vernichten.

### Squib
Ein Squib ist eine Person, die einer Zaubererfamilie entstammt, aber keine magischen Fähigkeiten besitzt. Squibs werden von einigen reinblütigen Zauberern als nicht würdig angesehen, in der magischen Welt zu leben. Daher werden sie meist auf nichtmagische Schulen geschickt, um sie in die Muggel-Gesellschaft zu integrieren. Die schlechte Stellung von Squibs in der Zaubererwelt erkennt man auch an Pseudo-Kursen, mit denen angeblich Zauberei erlernt werden kann.
Neville Longbottoms Familie war lange in Sorge, dass er ein Squib sei. Sie hatten ihn deshalb immer wieder provoziert, bis er endlich magische Begabung zeigte und nach einem Fenstersturz (sein Onkel hielt ihn an den Füßen aus dem Fenster und ließ versehentlich los) wie ein Ball umher hüpfte. Genau wie Muggel können Squibs Dementoren nicht sehen.
Bekannte Squibs sind Argus Filch und Arabella Figg.

### Muggel
Ein Muggel (Muggle) ist ein Mensch ohne magische Begabung, der nicht in der Welt der Zauberer und Hexen geboren wurde. Ein Muggel kann viele magische Lebewesen, zum Beispiel Dementoren, nicht sehen. Muggel werden in allen Büchern als besonders hilflos und benachteiligt dargestellt, ihre Technik als lächerlicher Ersatz für Magie, die aber gleichwohl von einigen Magiern bewundert wird.
Die Harry-Potter-Romane popularisierten das bereits vorher bestehende englische Wort Muggle. J. K. Rowling erklärte, ihre Verwendung sei von mug abgeleitet. Mug bezeichnet jemanden, der sich leicht „übers Ohr hauen“ lässt. Rowling fügte die Endung le als Verniedlichung an, um das Wort weniger erniedrigend erscheinen zu lassen. Mit der Bedeutung „jemand, der in etwas nicht eingeweiht ist“ hat Muggel Eingang in die deutsche Sprache gefunden.

### Inferius
Ein Inferius (Pl. Inferi; lat. inferi „Bewohner der Unterwelt“) ist der Körper eines toten Menschen, der sich durch den Zauber eines bösen Magiers bewegt und dessen Befehle ausführt. Die Beschreibung der Inferi ähnelt der eines Zombie. Lord Voldemort setzt Inferi ein, um Terror zu verbreiten und um ihm wichtige Gegenstände zu bewachen. So bewachen Inferi den „falschen“ Horkrux (6. Band, Slytherins Medaillon). Inferi können mit Feuer vertrieben werden. Die korrekte lateinische Form wäre übrigens „Inferus“. „Inferius“ ist ein Komparativ und würde heißen: „schlechter als, unterlegen, minderwertig“.

### Maledictus
Ein Maledictus (von lat. „male“ = schlecht, „dictus“ = gesprochen, quasi „verflucht“) ist eine Person, auf der ein Blutfluch liegt: Die Person kann sich in ein Tier verwandeln, nach einigen Jahren allerdings verbleibt sie in der Tiergestalt, auf immer unfähig, sich wieder in einen Menschen zu verwandeln. Bekanntestes Beispiel ist die Schlange Nagini.

## Magische Wesen
Zahlreiche Magische Wesen, wie Zentauren, Kobolde, Hauselfen, Riesenspinnen, Riesen, Thestrale, Einhörner, Greife, Drachen, Wassermenschen und Basilisken, bevölkern die Welt Harry Potters. Die wichtigsten werden in den beiden Hauptartikeln
- Figuren der Harry-Potter-Romane: Nichtmenschliche Wesen und
- Tiere der Harry-Potter-Romane

behandelt.

## Pflanzen
Neben realen Pflanzen spielen einige Pflanzen mit magischen Eigenschaften eine wichtige Rolle in der Welt von Harry Potter.

### Alraune
Die Alraune (Mandrake) wird auch Mandragora genannt. Sie ist oberirdisch eine büschelige, unscheinbare Pflanze, die grün und etwas purpurrot aussieht. Wenn man sie aus dem Boden zieht, offenbart sich anstatt der Wurzeln die Gestalt eines schreienden, hässlichen, fleckig-hellgrünen Babys. Das Geschrei ausgewachsener Alraunen ist für Menschen tödlich und führt bereits bei kleineren Exemplaren zur Bewusstlosigkeit.
Im ausgewachsenen Zustand kann aus gehäckselten Alraunen ein starkes Gegengift gewonnen werden, welches Flüche oder Verwandlungen von Personen rückgängig machen kann.
Im zweiten Band versteinert der Basilisk aus der Kammer des Schreckens einige Schüler, den Fast Kopflosen Nick und Mrs. Norris, die Katze des Hausmeisters, die dann durch den Alraunentrank wiederbelebt werden.
Alraunen wurden nicht von J. K. Rowling erfunden und ihre Wurzeln zeigen manchmal tatsächlich menschenartige Gestalten. Sie gelten seit der Antike als Zauber- und Heilmittel.

### Peitschende Weide
Die Peitschende Weide (Whomping Willow) ist ein aggressiver Baum, der in Hogwarts einen Geheimgang zur Heulenden Hütte verbirgt. Um in den Gang zu gelangen, muss man den Baum durch Berühren eines bestimmten Knorpels am Stamm lähmen.
Die Weide wurde in dem Jahr gepflanzt, in dem Remus Lupin nach Hogwarts kam. Wenn sich dieser bei Vollmond in einen Werwolf verwandelte, flüchtete er in die Heulende Hütte, um die anderen Bewohner des Schlosses vor seinem Fluch zu schützen.
Im zweiten Band landen Harry Potter und Ron Weasley mit einem fliegenden Ford Anglia in dem Baum. Im dritten Band wird Harrys Nimbus 2000 von der Weide zerstört, als er während eines Quidditch-Spiels das Bewusstsein verliert und vom Besen fällt. Zuletzt begegnet er im gleichen Band vor dem Baum seinem Paten Sirius Black.

### Teufelsschlinge
Eine Teufelsschlinge (Devil’s Snare) ist eine Schlingpflanze, die jeden erwürgt, der ihr zu nahe kommt. Sie gedeiht besonders gut an dunklen und feuchten Orten und verabscheut daher Wärme.
Pomona Sprout pflanzt im ersten Band eine Teufelsschlinge als Schutz für den Stein der Weisen. Harry Potter und Ron Weasley werden bei dem Versuch, den Stein zu retten, von ihr fast erwürgt, doch Hermine Granger beschwört Flammen herauf (mit Licht kann man einer Teufelsschlinge entkommen) und bringt so die Pflanze dazu, ihre Freunde loszulassen. Ein Ableger einer Teufelsschlinge dient im fünften Band als Mordwaffe für einen Anschlag auf Broderick Bode.

### Holzarten der Zauberstäbe
Auf ihrer Webseite gibt J. K. Rowling interessante Hinweise über die Zuordnung der Holzarten der Zauberstäbe. Harrys Stab besteht zum Beispiel aus Stechpalme (englisch holly), was im Englischen an holy („heilig“) anklingt. Voldemorts Stab ist aus Eibe, einem Baum, dessen Blätter und Samen giftig sind. Die Stäbe von Harry, Ron und Hermine sind darüber hinaus aus dem Holz desjenigen Baumes, der nach der neukeltischen Monatszählung zu ihrem jeweiligen Geburtstag gehört.

## Magische Gegenstände

### Deluminator
Der Deluminator (lat. lumen, luminis = Licht; im 1. Band „Ausmacher“, englisch Put-Outer; im fünften Band „Entleuchter“, englisch Unlighter) ist ein Gerät, das das Licht von Lichtquellen wie z. B. Straßenlaternen einfängt und damit für Dunkelheit sorgt. Er hat Ähnlichkeit mit einem Feuerzeug und ist eine Erfindung von Albus Dumbledore. Dieser benutzt den Deluminator im ersten Band im Ligusterweg, als er Harry vor der Tür der Dursleys ablegt.
Die Mitglieder des Phönixordens nutzen ihn später, um ihr Hauptquartier Grimmauldplatz unauffälliger betreten zu können. Im siebten Band vermacht Dumbledore ihn Ron Weasley. Es stellt sich heraus, dass man ihn auch als eine Art Ortungsgerät benutzen kann. Er aktiviert sich, als Hermine, nachdem Ron die beiden verlassen hat, mit Harry zum ersten Mal wieder namentlich über Ron spricht.

### Denkarium
Das Denkarium (Pensieve, Wortspiel zu pensive (nachdenklich), wörtlich jedoch Stiftsieb) ist ein Gefäß, in dem Magier ihre Gedanken in der Form von Gedankensträngen aufbewahren und betrachten können. Harry benutzt das Denkarium, das im Schulleiterbüro in einem Schrank steht, mehrfach, sowohl mit als auch ohne Erlaubnis des Schulleiters Albus Dumbledore, um in die Erinnerungen anderer einzutauchen. In Band 6 kommt dem Denkarium eine bedeutende Rolle zu, denn mit seiner Hilfe kann Dumbledore Harry Szenen aus der Vergangenheit von Lord Voldemort zeigen. Im siebten Band sieht Harry in einem Gedankenstrang die Lebenserinnerungen von Severus Snape.

### Erinnermich

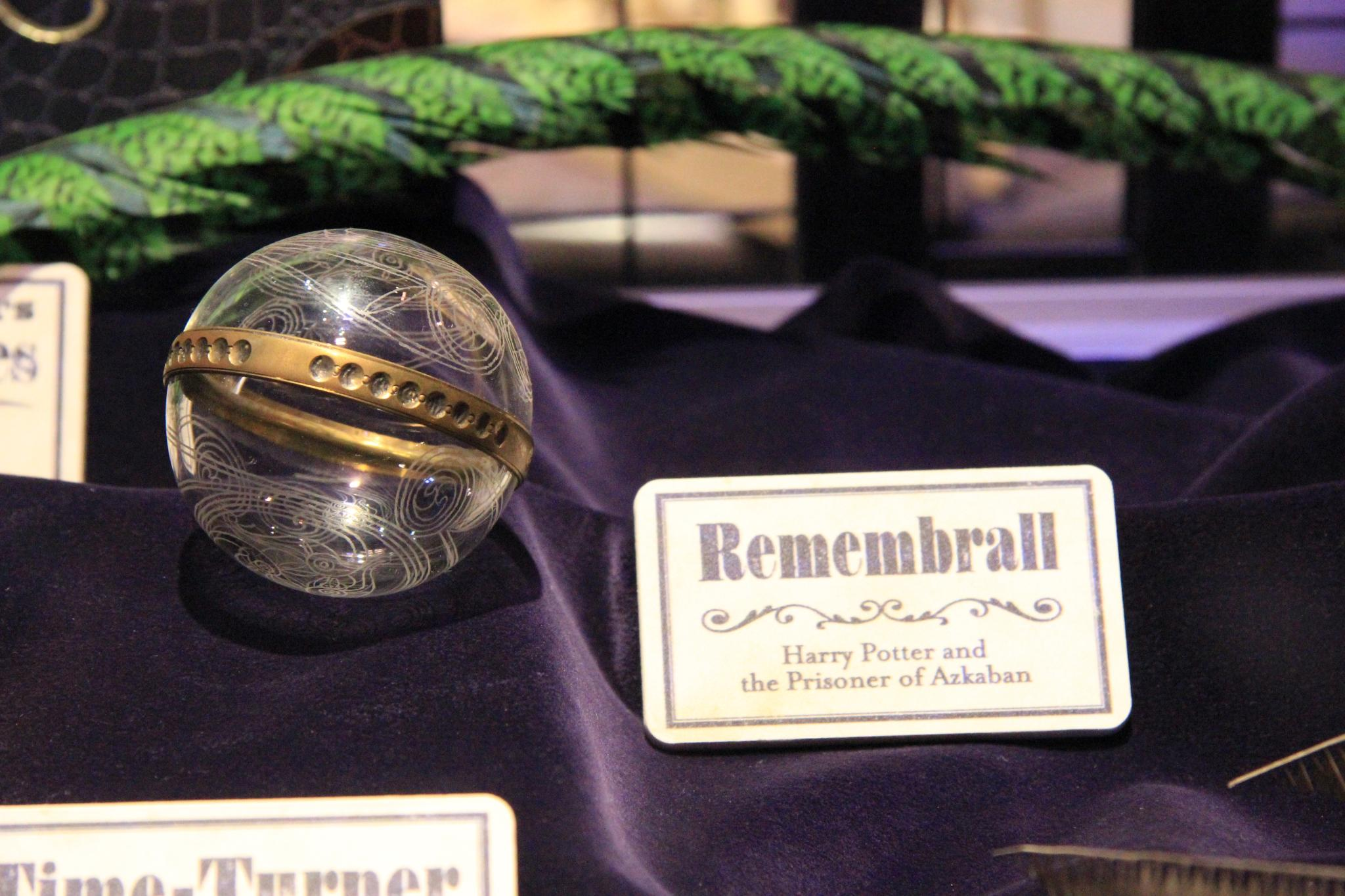
Ein Erinnermich (Remembrall) in der Ausstellung „The Making of Harry Potter“ in den Warner Bros. Studios Leavesden

Ein Erinnermich (Remembrall) ist eine mit weißem Nebel gefüllte Glaskugel. Vergisst der Besitzer etwas und berührt das Erinnermich, so färbt sich der Nebel rot.
Neville Longbottoms Erinnermich ist indirekt dafür verantwortlich, dass Harry Potter schon im ersten Schuljahr als Sucher in die Quidditchmannschaft seines Hauses aufgenommen wird, denn Minerva McGonagall beobachtet zufällig Harrys Flugkünste auf seinem Besen, als er versucht, Draco Malfoy das von diesem entwendete Erinnermich wieder abzujagen.

### Feindglas
Ein Feindglas (Foe-glass) sieht aus wie ein Spiegel, der Feinde zeigt, welche sich in der Nähe befinden. Kann man sie deutlich erkennen, so ist man in Gefahr. (Aus dem Buch „Harry Potter und der Feuerkelch“ zitiert: „Ich bin erst wirklich in Schwierigkeiten, wenn ich das Weiße in ihren Augen sehe.“) Alastor „Mad-Eye“ Moody besitzt so ein Feindglas.

### Heiligtümer des Todes

Die drei Heiligtümer des Todes

Die Heiligtümer des Todes (Deathly Hallows) sind drei mächtige magische Artefakte, die erstmals im siebten und letzten Band mit diesem Oberbegriff bezeichnet werden.
- Der Elderstab (Elder Wand) ist ein Zauberstab, der mächtiger ist als alle anderen. Die besonderen Kräfte des Stabs kann jedoch nur sein Herr nutzen. Wird er besiegt (nicht unbedingt getötet), wird der Bezwinger neuer Herr des Stabes. Wenn ein Herr unbesiegt stirbt, kann der Stab danach keinen weiteren Herrn mehr haben. Das englische Wort elder kann mit „Holunder“ übersetzt werden (der Stab stammt von einem „elder tree“, also einem Holunderstrauch), andererseits kann elder auch „älter“ oder „der Ältere“ bedeuten bzw. als Titel („Ältester“) verwendet werden. Andere Namen des Elderstabs sind Todesstab (Deathstick) oder Stab des Schicksals (Wand of Destiny).
- Der Stein der Auferstehung (Resurrection Stone) ist ein schwarzer Edelstein mit der Macht, Tote in einem Zustand zwischen lebendem Körper und Geist auf die Welt zurückzuholen. Diese können aber nur von demjenigen gesehen werden, der den Ring, in dem der Stein eingefasst ist, verwendet. (Siehe auch 3. unteren Abschnitt und Horkruxe.)
- Der Tarnumhang (Invisibility Cloak) ist der mächtigste Tarnumhang von allen, der auch Zaubern widerstehen kann, seine Wirkung nie verliert und nicht altert. Der Tarnumhang wurde jahrhundertelang, unter Wahrung oder in Unkenntnis seines Geheimnisses, innerhalb der Familie von Ignotus Peverell weitergegeben bis zu Ignotus' letztem lebenden Nachfahren Harry Potter. Er versteckt nicht nur den rechtmäßigen Besitzer, sondern auch andere Leute. So versteckte der Zauberumhang Harry, Ron und Hermine oft während ihrer Schuljahre, aber auch Professor Snape im 3. Schuljahr.

Von den Heiligtümern des Todes ist in einem bekannten Kinderbuch aus der Zaubererwelt (The Tales of Beedle the Bard) die Rede, das die „Geschichte von drei Brüdern“ erzählt, die den Tod austricksen wollten. Als Belohnung wünscht sich jeder der drei Brüder eines der Heiligtümer, kann damit jedoch nur die Zeit bis zu seinem Tod hinauszögern.
Nach Albus Dumbledores Meinung wurden die Heiligtümer wahrscheinlich von drei begabten Zauberern, den Brüdern Peverell, hergestellt. Da Harry über seinen Vater James ein Nachfahre des jüngsten Peverells Ignotus ist, erbt er den Tarnumhang. Lord Voldemort ist ein Nachfahre des mittleren Bruders, Cadmus. Er hat den Ring der Gaunts seinem Onkel Morfin gestohlen, dessen Stein der Stein der Auferstehung ist. Aus diesem macht er (in Unkenntnis des Märchens) einen seiner Horkruxe. Der Elderstab wurde nicht vererbt, sondern durch Kampf erworben. Nachdem er auf unklare Weise in die Hände des Zauberstabmachers Gregorowitsch gelangte, wurde er diesem von Gellert Grindelwald gestohlen. Dumbledore besiegte Grindelwald in einem legendären Duell und kam so in den Besitz des Stabes. Draco Malfoy entwaffnete Dumbledore auf dem Astronomieturm von Hogwarts und wurde so Besitzer und Herr des Stabes, wusste aber nicht um dessen besondere Zauberkraft und hat den Stab nie in den Händen gehalten. Der Elderstab wurde Dumbledore mit ins Grab gelegt. Voldemort schändete das Grab und stahl den Elderstab. Harry Potter entwaffnete Draco Malfoy im Kampf in Malfoy Manor und der Elderstab erkannte Harry fortan als seinen Herrn an. Lord Voldemort konnte den Zauberstab nicht in gewünschter Absicht, Harry zu töten, einsetzen, denn der Stab gehorchte dem schwarzen Magier nur eingeschränkt. Der Elderstab folgte in der finalen Auseinandersetzung Harrys Befehl.
Nachdem Harry mit Hilfe des Elderstabes seinen eigenen, zerbrochenen Zauberstab repariert hatte, legte er den Elderstab zurück in Dumbledores Grab. Falls Harry unbesiegt sterben sollte, wäre damit auch die Macht des Elderstabes gebrochen.
Gegen Ende des siebten Bands befanden sich alle drei Heiligtümer im rechtmäßigen Besitz von Harry Potter. Den Stein verlor er im Verbotenen Wald. Nach dem Sieg über Voldemort beschloss er, nicht mehr danach zu suchen. Harry behielt lediglich den Tarnumhang.

### Horkrux
Ein Horkrux (Horcrux) ist ein Gegenstand oder Lebewesen, in den ein Zauberer mittels dunkler Magie einen Teil seiner Seele bannt, um dem Tod zu entfliehen. Um seine Seele zu spalten, muss der Zauberer einen Mord begehen, da dies gegen die Natur ist und die Seele auseinanderreißt. Allerdings wird die Seele durch eine solche Teilung instabil. Zerstört werden kann ein Horkrux (samt dem darin befindlichen Teil der Seele) nur durch Mittel, die etwas unwiederbringlich vernichten. Zu diesen Mitteln gehören unter anderem das Gift eines Basilisken und damit behandelte Waffen, die von Kobolden gefertigt wurden – zum Beispiel das Schwert Godric Gryffindors, welches das Gift des im zweiten Band getöteten Basilisken aufnimmt – und das Dämonsfeuer. Deshalb ist die Zerstörung eines Horkruxes endgültig. Jemand, der einen Teil seiner Seele in einem Horkrux versteckt hat, kann erst dann endgültig sterben bzw. getötet werden, wenn der Horkrux vernichtet wurde. In Band 7 wird erwähnt, dass die Seelenteilung auch wieder rückgängig gemacht werden kann, indem der betroffene Zauberer Reue zeigt. Allerdings kann der dabei empfundene Schmerz so stark sein, dass er zum Tod führt.
Das Wissen über Horkruxe erlangte Lord Voldemort als Schüler aus schwarz-magischen Büchern und von Horace Slughorn, den er nach Einzelheiten befragte. Insbesondere war er an Slughorns Meinung über die mehrfache Teilung der Seele interessiert. Voldemort wollte ursprünglich sechs Horkruxe herstellen, wozu er seine Seele in sieben Teile spalten muss. Dass ein siebter Horkrux in Harry existiert, war Voldemort nicht bekannt.
Die sieben Horkruxe sind:
Tom Riddles Tagebuch
Das Buch wurde von Voldemort, damals noch Tom Riddle, als sein erster Horkrux in seinen Jugendjahren hergestellt. Einige Zeit vor seinem Verschwinden übergab er es an Lucius Malfoy mit dem Befehl, es gut aufzubewahren. Malfoy, der nicht um die Bedeutung des Tagebuches wusste, fürchtete nach Voldemorts scheinbarer Vernichtung, durch dessen Besitz als Todesser entlarvt zu werden. Es gelingt ihm kurz vor Beginn von Harrys zweitem Schuljahr bei Flourish & Blotts, das Tagebuch unbemerkt Ginny Weasley unterzuschieben. Damit ist er das Relikt einerseits los und hofft andererseits, den ihm verhassten Arthur Weasley sowie Dumbledore in Verruf zu bringen. In der Folge ergreift der Seelenteil Voldemorts Besitz von Ginny, lässt sie die Kammer des Schreckens öffnen und möchte letztendlich mit ihrer Hilfe zu neuem Leben gelangen. Im Finale von Band 2 wird das Tagebuch von Harry mit einem Basiliskenzahn durchbohrt. Dass damit ein Horkrux zerstört wurde, erfährt Harry erst in Band 6 sowie ebenso, dass Voldemorts Zorn auf Lucius Malfoy ob des Verlusts grausam war.
Vorlost Gaunts Ring
Dieser ist ein Erbstück von Cadmus Peverell und wird als goldener Ring mit schwarz funkelndem Stein beschrieben, auf dem das Peverell-Wappen eingraviert ist. Bei Letzterem handelt es sich um den Stein der Auferstehung. Vorlost Gaunt, Voldemorts Großvater, trug den Ring einst selbst voller Stolz, um seine Abstammung von den Peverells zur Schau zu stellen. Nach seinem Tod wurde er an dessen einzigen Sohn Morfin Gaunt vererbt, den Tom Riddle in seiner Jugend aufsuchte. Nachdem dieser den Ring gestohlen und einen Horkrux daraus gemacht hatte, versteckte er ihn wieder im nun verlassenen Haus der Gaunts in Little Hangleton und schützte ihn mit mehreren Zaubern. Später gelingt es Dumbledore, den Ring ausfindig zu machen. Er zerstört ihn vor Beginn von Band 6 mit Godric Gryffindors Schwert, wird zuvor allerdings schwer verwundet, als er den Ring in einem schwachen Moment selbst benutzen will, da ein schwerer Fluch drauf liegt.
Rowena Ravenclaws Diadem
Dieses ist einer jener drei Horkruxe, die mit den Hogwartsgründern zu tun haben. Der Legende nach verlieh es seinem Träger höhere Weisheit. Auf der Vorderseite sind die Worte „Geist und Witz im Übermaß sind des Menschen größter Schatz“ eingraviert (im Original “Wit beyond measure is man’s greatest treasure”). Es wurde der Hogwartsgründerin von ihrer Tochter Helena Ravenclaw noch zu deren Lebzeiten entwendet und in einer Baumhöhle in Albanien versteckt. Helena wurde beim Versuch, sie wieder heimzuholen, vom späteren Blutigen Baron getötet und wurde als Graue Dame anschließend Hausgeist von Ravenclaw. Das Diadem galt seither als verschollen. Als Tom Riddle Schüler in Hogwarts war, gelang es ihm durch seine schmeichelnde und manipulative Art, Helena den Ort des Diadems zu entlocken. Wahrscheinlich nach seinem Schulabschluss reiste er dorthin und stellte den Horkrux durch den Mord an einem albanischen Bauern her. Als Voldemort Jahre später bei Dumbledore für eine Lehrerstelle vorspricht, versteckt er das Diadem bei dieser Gelegenheit im Raum der Wünsche, von dem er annimmt, dass nur er von dessen Existenz weiß. Harry entdeckt das Diadem in Band 6, als er das Buch des Halbblutprinzen dort versteckt, erkennt den Horkrux aber nicht. Dieser wird schließlich in Band 7 erneut von Harry Potter gefunden und durch das von Vincent Crabbe beschworene Dämonsfeuer zerstört.
Salazar Slytherins Medaillon
Das Medaillon ist ein Erbstück und wurde zuletzt von  Riddles Mutter Merope Gaunt getragen, die es kurz vor Tom Riddles Geburt an einen der Besitzer des Geschäfts für schwarz-magische Gegenstände Borgin und Burkes für den eher geringen Betrag von zehn Galleonen verkaufte. Eine reiche Sammlerin (Hepzibah Smith) kaufte es dort für ein Vermögen. Tom Riddle ermordete die alte Frau und brachte das Medaillon an sich. Er verwandelte es in einen Horkrux und versteckte es in einer Höhle direkt am Meer, deren Eingang zeitweise überflutet und schwer zu erreichen ist. Als Albus Dumbledore und Harry Potter sich in Band 6 das Medaillon beschaffen wollen, finden sie stattdessen nur eine Kopie mit einem Hinweis auf den mysteriösen R.A.B. – wie sich in Band 7 herausstellt, ist es Sirius Blacks Bruder Regulus, der den wahren Horkrux schon Jahre zuvor entwendet hat. Das Medaillon wird von Mundungus Fletcher aus dem Hause Black gestohlen und von Dolores Umbridge konfisziert, in deren Besitz es sich dann befindet. Es wird ihr später unter Mitwirkung Harrys von Hermine Granger abgenommen und von Ron Weasley im Forest of Dean mit Gryffindors Schwert zerstört.
Helga Hufflepuffs Trinkkelch
Dieser wird als klein und goldfarben beschrieben, mit zwei Henkeln und eingraviertem Dachs, dem Wappentier der Hufflepuffs. Tom Riddle stahl auch ihn von Hepzibah Smith, nachdem er ihren Tod herbeigeführt hatte. Der Becher wird von Harry und seinen Freunden aus dem Verlies der Lestranges in der Gringotts-Bank gestohlen und schließlich in der Kammer des Schreckens von Hermine Granger mithilfe von Ron Weasley mit einem Basiliskenzahn zerstört.
Harry Potter
Durch die (wegen der Schaffung der vorigen fünf Horkruxe) hervorgerufene Instabilität von Voldemorts Seele wurde beim Mordversuch an Harry ein weiterer Teil davon auf diesen übertragen und so unbeabsichtigt ein Horkrux geschaffen, allerdings ohne den charakteristischen schwarz-magischen Schutz. Voldemort starb aufgrund der Seelenteilung nicht, wurde aber durch die Zerstörung seines Körpers „schwächer als der schwächste Geist“. Gegen Ende des siebten Bandes lässt sich Harry Potter freiwillig ein zweites Mal von Voldemort mit dem Todesfluch belegen. Getötet wird dabei aber nur Voldemorts Seelenteil in Harry, Harry selbst überlebt.
Voldemorts Schlange Nagini
Den letzten Horkrux stellte er durch den Mord an Bertha Jorkins her. Nagini stirbt im siebten Band als letzter Horkrux durch die Hand Neville Longbottoms, indem dieser Gryffindors Schwert aus dem sprechenden Hut zieht und die Schlange enthauptet.

### Karte des Rumtreibers
Die Karte des Rumtreibers (Marauder’s Map) wurde von den Weasley-Zwillingen Fred und George in ihrem ersten Schuljahr aus Argus Filchs Büro entwendet. Wird die wie ein altes, leeres Pergament aussehende Karte aktiviert, erscheint ganz Hogwarts samt Umgebung mit allen Geheimgängen, mit Ausnahme des Raums der Wünsche (Room of Requirement) und der Kammer des Schreckens (Chamber of Secrets). Alle im Gebiet der Karte weilenden Personen werden dann durch kleine, mit ihrem Namen versehene Punkte dargestellt. Der Spruch „Ich schwöre feierlich, dass ich ein Tunichtgut bin.“ (I solemnly swear that I am up to no good.) aktiviert die Karte. Der Ausspruch „Unheil angerichtet!“ (Mischief managed) verbirgt die Karte wieder. Als Severus Snape im dritten Band versucht, hinter die Funktion des Pergaments zu kommen, erscheinen nur Beleidigungen von den Erstellern der Karte: Moony (Remus Lupin), Tatze (Padfoot, Sirius Black), Krone (Prongs, James Potter) und Wurmschwanz (Wormtail, Peter Pettigrew). Fred und George schenken Harry Potter die Karte in seinem dritten Schuljahr.

### Silberne Hand
Die silberne Hand kann mit einem Zauberspruch für eine verstümmelte Person als Ersatzhand heraufbeschworen werden. Sie lässt sich wie eine normale Hand bewegen, hat aber immer noch eine starke Bindung an den Willen des Erzeugers. Dies wird deutlich, als Pettigrew, der Harrys Gnade erwidert hat und entwaffnet worden ist, von seiner eigenen silbernen Hand im Willen von Voldemort erwürgt wird, was Harry und Ron mit normalen Zaubern nicht verhindern können.

### Spickoskop
Das Spickoskop (Sneakoscope) ist ein Gerät, das Alarm schlägt, wenn es Heimlichkeiten (Lug und Betrug) wittert. Es gibt Spickoskope in verschiedenen Größen und Empfindlichkeiten. Harry besitzt ein Taschenspickoskop, das er zu seinem Geburtstag von Ron bekommt; dieser brachte es aus Ägypten mit. Alastor „Mad-Eye“ Moody besitzt ein deutlich größeres. Im siebten Band bekommt Harry von Hermine ein neues zum Geburtstag geschenkt.
In beiden Fällen, in denen das Spickoskop als nicht funktionierend geschildert wird, stellt sich dies im Nachhinein als Irrtum heraus. So schlägt Harrys erstes Spickoskop zunächst fortwährend Alarm, weist aber richtigerweise auf den unerkannten Peter Pettigrew hin. Ebenso zeigt „Professor Moody“ Harry sein Spickoskop, das er deaktiviert hat, weil es angeblich in Hogwarts zu sensibel sei und ständig auf Täuschungsversuche der Schüler anspringe. Tatsächlich handelt es sich bei Professor Moody aber um Barty Crouch jr.

### Spiegel Nerhegeb
Der Spiegel Nerhegeb (Mirror of Erised) (rückwärts geschrieben: Begehren bzw. desire) ist ein verzauberter Spiegel, der keine gewöhnlichen Spiegelbilder zeigt. Die Person, die in ihn schaut, sieht immer das, was sie sich am sehnlichsten wünscht. So sieht Harry Potter im ersten Band in dem Spiegel seine Familie. Ron Weasley dagegen sieht sich selbst als Schulsprecher und Kapitän des Gryffindor-Quidditchteams, den Quidditch- und den Hauspokal in Händen haltend. Die oben in den Rahmen des Spiegels eingravierte Inschrift lautet „NERHEGEB ZREH NIED REBA ZTILTNA NIED THCIN“, was rückwärts zu „NICHT DEIN ANTLITZ ABER DEIN HERZ BEGEHREN“ wird (im englischen Original: Erised stra ehru oyt ube cafru oyt on wohsi wird rückwärts zu I show not your face but your heart’s desire). Laut Albus Dumbledore sind vor diesem Spiegel schon Menschen verstorben, weil sie sich nicht losreißen konnten. Von ihm stammt auch das Zitat aus dem ersten Band: „Der glücklichste Mensch auf der Erde könnte den Spiegel Nerhegeb wie einen ganz normalen Spiegel verwenden.“ Der Spiegel wird in Band 1 beschrieben, danach wird er nur noch gelegentlich erwähnt, zuletzt im siebten Band, als Harry begreift, dass Dumbledore in dem Spiegel seine intakte Familie sah. Im ersten Band bekommt Harry den Stein der Weisen durch den Spiegel.

### Sprechender Hut
Dem Sprechenden Hut (Sorting Hat, wörtlich „Sortierhut“), einem uralten, zerschlissenen Spitzhut, der ursprünglich Godric Gryffindor gehörte, wurde von den Gründern Hogwarts jeweils ein Teil ihrer Intelligenz verliehen, sodass er zu Schuljahresbeginn die neuen Schüler in die einzelnen Häuser einteilt. Vorher singt er ein Lied, das die Eigenschaften der Bewohner der einzelnen Häuser beschreibt und gegebenenfalls vor Gefahren warnt, die der Schule drohen. Die neuen Schüler setzen sich erst auf den Hocker und dann setzen sie den Hut auf. Nach dem Erforschen des Charakters nennt der Hut den Namen des Hauses, in das er den neuen Schüler schickt. Er hat einen Riss nahe der Krempe, der als Mund fungiert. Der sprechende Hut sagt in schwierigen Zeiten (nach Voldemorts Rückkehr) wiederholt, dass die Häuser zusammenhalten müssen.
Im zweiten Teil erwähnt Dumbledore, dass nicht nur der Hut, sondern auch der eigene Wille entscheide, in welches Haus man kommt.
In Band 2 bekommt Harry den Hut vom Phönix Fawkes gebracht, als er in der Kammer des Schreckens mit dem Basilisken kämpfen muss. Zu dieser Zeit erscheint auf magische Weise Godric Gryffindors Schwert in dem Hut, welches Harry herauszieht und damit den Basilisken tötet.
Im siebten Teil zieht Neville Longbottom ebenfalls das Schwert von Godric Gryffindor aus dem Sprechenden Hut, den ihm Lord Voldemort auf den Kopf drückt, um den Hut zu verbrennen. Der „dunkle Lord“ will damit nur noch das Haus Slytherin, die „Reinblüter“, in Hogwarts unterrichtet wissen. Wie im Epilog des siebten Bandes zu ersehen ist, wird der Hut aber wohl wieder restauriert.
„Nur ein wahrer Gryffindor hätte das Schwert aus dem Hut ziehen können.“ – Albus Dumbledore in Harry Potter und die Kammer des Schreckens.

### Stein der Weisen
Mit Hilfe des Steins der Weisen (Philosopher’s Stone, in der amerikanischen Übersetzung Sorcerer’s Stone) sind Alchemisten in der Lage, das lebensverlängernde Elixier des Lebens zu brauen. Der einzige Alchemist, dem es gelungen war, einen Stein der Weisen herzustellen, war Nicolas Flamel. Flamel war ein Freund Albus Dumbledores und bei seiner Erwähnung im ersten Band 665 Jahre alt.
Dumbledore ließ Flamels Stein der Weisen von Rubeus Hagrid zu Beginn des ersten Bandes von Gringotts nach Hogwarts bringen, denn Lord Voldemort war hinter dem Stein her. Als der Stein aber selbst in Hogwarts nicht sicher war und Voldemort im Körper von Quirinus Quirrell fast der Diebstahl gelang, kam Dumbledore mit Flamel überein, dass es am besten wäre, den Stein zu zerstören, auch wenn das den Tod von Flamel zur Folge hatte.
Weder der Stein der Weisen noch Nicolas Flamel sind Erfindungen der Autorin, sondern beruhen auf jahrhundertealten Legenden.

### Verschwindekabinett
In den Harry-Potter-Romanen wird mehrere Male von einem Verschwindekabinett (Vanishing Cabinet) erzählt. Es handelt sich dabei um zwei Schränke, die eine Art Durchgang zueinander haben. Eines steht in Hogwarts und das andere bei Borgin und Burkes in der Nokturngasse.
Das Kabinett von Hogwarts wird im zweiten Band von Peeves zertrümmert, angestiftet vom Fast Kopflosen Nick, um Filch abzulenken. In Band fünf stecken Fred und George einen Slytherin namens Montague in den kaputten Hogwarts-Schrank.
Es wird im sechsten Band von Draco Malfoy repariert, um damit Todesser von Borgin und Burkes nach Hogwarts transportieren zu können. In Band 7 sehen es Harry, Ron und Hermine im Raum der Wünsche, welcher zu diesem Zeitpunkt der Raum der verborgenen Dinge ist, auf der Suche nach Ravenclaws Diadem.

### Zauberstab
Jeder Zauberer hat einen Zauberstab (wand), der als Verlängerung des Willens und zur Bündelung der magischen Kräfte dient. Ein Zauberstab besteht im Regelfall aus dem Holz eines von magischen Geschöpfen (Bowtruckles) bewachten Baumes und enthält einen magischen Kern (zum Beispiel aus Drachenherzfasern, Phönixschwanzfedern, Einhorn- oder Veelahaaren).
Zauberstäbe werden vom Kunden nicht nach Aussehen oder Material ausgesucht. Jeder Zauberstab ist einzigartig und passt entsprechend nicht zu jedem Zauberer. Es ist vielmehr so, dass der Zauberstab sich seinen ersten Besitzer aussucht, später jedoch in den Besitz eines jeden Magiers übergehen kann, der seinen Besitzer besiegt.
Zwei Zauberstäbe, deren magische Kerne identisch sind, also von demselben magischen Wesen stammen, können nicht ohne gravierende Auswirkungen gegeneinander eingesetzt werden. Das bekannteste Zauberstabpaar sind die Zauberstäbe von Lord Voldemort und Harry Potter, deren magischer Kern jeweils eine Feder von Albus Dumbledores Phönix Fawkes ist.
In England gilt Ollivander in der Winkelgasse als die beste Adresse für Zauberstäbe. Auf dem osteuropäischen Festland ist der Zauberstabmacher Gregorowitsch bekannt.

### Zeitumkehrer
Der Zeitumkehrer (Time Turner) ist ein an einer Kette befestigtes Stundenglas, mit dessen Hilfe man in die Vergangenheit zurückreisen kann. Pro Stunde, die man in die Vergangenheit reisen will, muss man das Stundenglas einmal im Kreis drehen. Man muss jedoch aufpassen, dass man weder von seinem vergangenen Selbst noch von jemandem, der einen in der Gegenwart kennt, gesehen wird. Dies könnte zu erheblichen psychischen Schäden führen.
Am Anfang des dritten Schuljahres bekommt Hermine ein solches Gerät von Prof. McGonagall überreicht. Sie benötigt es, damit sie mehrere Unterrichtsfächer belegen kann, die gleichzeitig stattfinden. Harry und Hermine nutzen am Ende des Buches diesen Zeitumkehrer, um den Hippogreif Seidenschnabel und Harrys Paten Sirius Black zu retten.
Die Zeitumkehrer werden im Zaubereiministerium in der Mysteriums-Abteilung aufbewahrt. Sie werden jedoch zerstört, als Harry und seine Freunde im fünften Band in die Mysteriums-Abteilung eindringen und mit den Todessern kämpfen.

## Gebrauchs- und Konsummittel
Die Zaubererwelt hat eigene Lebensmittel und eine eigene Währung.

### Bertie Botts Bohnen aller Geschmacksrichtungen
Bertie Botts Bohnen sind Geleebohnen, die es in jeder Geschmacksrichtung gibt. Harry isst sie zum ersten Mal im Zug nach Hogwarts. Leider muss nicht nur er feststellen, dass es wirklich alle Geschmacksrichtungen gibt. So erwischt auch Albus Dumbledore einmal eine Bohne mit der Geschmacksrichtung Ohrenschmalz.

### Butterbier
Butterbier (Butterbeer) ist ein leicht alkoholisches Getränk, das auch von jungen Magiern getrunken wird.
Harry begegnet dem Getränk erstmals in Harry Potter und der Gefangene von Askaban. In Maßen getrunken, hat es keine berauschende Wirkung auf Menschen. Hauselfen sind allerdings wesentlich empfindlicher, was vermutlich an ihrer geringen Körpergröße und ihrem somit weit geringeren Gewicht liegt. So verfällt Winky nach ihrer Entlassung durch Barty Crouch der Butterbier-Sucht. Butterbier kann kalt oder heiß getrunken werden, hat aber immer einen wärmenden Effekt.

### Kürbissaft
Kürbissaft (Pumpkin Juice) ist in der Zaubererwelt eine alkoholfreie Limonade, die zu allen Anlässen, meist gekühlt serviert wird. Das sich großer Beliebtheit erfreuende Erfrischungsgetränk wird beispielsweise vom Servierwagen im Hogwarts-Express verkauft.

### Schokofrösche
Schokofrösche sind eine Süßigkeit aus Schokolade in Form von Fröschen, die sich auch bewegen und gelegentlich auch mal dem Konsumenten entkommen, wenn er nicht aufpasst. Als Beilage gibt es die Schokofroschsammelkarten, auf denen berühmte Hexen und Zauberer abgebildet sind.

### Zauberknallbonbons
Zauberknallbonbons funktionieren letztendlich wie normale Knallbonbons. Man zieht an beiden Seiten des Bonbons und mit einem lauten Knall kommen Gegenstände zum Vorschein. Allerdings sind die Effekte größer und die Gegenstände können auch lebendig sein (z. B. Mäuse, vgl. Band 1).

### Geld
Mitglieder der britischen Zauberergemeinschaft handeln mit eigenem, reinem Münzgeld. Die drei verschiedenen Münzarten heißen Galleone, Sickel und Knut. Eine Galleone sind 17 Sickel und ein Sickel 29 Knuts. Für die drei Münzarten finden sich gelegentlich auch die Bezeichnungen goldene Galleone, Silbersickel und Bronzeknut.
Die umständliche Währungsunterteilung in nicht dezimale Bruchteile spielt auf das britische Währungssystem an, da das britische Pfund bis 1971 in 20 Schillinge zu je 12 Pence unterteilt war, außerdem vor 1960 der Penny in vier Farthings. In der Geschichte des britischen Pfundes gab es insgesamt zwölf verschiedene Unterteilungen.
Die Zauberbank Gringotts wechselt auch Geld der nicht-magischen Bevölkerung, von Zauberern „Muggelgeld“ genannt, in Zauberergeld um. Viele Zauberer haben Probleme im Umgang mit Muggelgeld.
Im fünften Band benutzen die Leiter der „Dumbledores Armee“, einer von Schülern gegründeten Geheimorganisation zur Verteidigung gegen die dunklen Künste, verzauberte falsche Galleonen, um den Mitgliedern unbemerkt das Datum des nächsten Treffens mitzuteilen.
Währungsexperten der Firma GWK Travelex haben anhand der Bücher und von Interviews mit Joanne K. Rowling berechnet, dass 2005 der Wert einer Galleone 7,40 Euro, der eines Sickels 43 Eurocents und der eines Knuts 2 Eurocents betrugen. Es existieren verschiedene Währungsumrechner, die von anderen Werten ausgehen.

## Medien und Kommunikationsmittel
In der Welt der Magier gibt es eine ganze Reihe von Medien und Kommunikationsmitteln. Bei Letzteren muss man zwischen solchen Mitteln unterscheiden, die allgemein verwendet werden, wie Eulenpost und Flohnetzwerk, und solchen, die eher der geheimen Kommunikation innerhalb kleinerer Gruppen dienen, wie verzauberte Münzen oder Spiegel, Patronus-Zauber und das Dunkle Mal.

### Eulenpost
Post wird unter Mitgliedern der Zauberergesellschaft in der Regel von Posteulen zugestellt. Viele Zauberer besitzen eine eigene Eule; alternativ können Eulen in Postämtern gegen Gebühr gemietet werden. Größere Sendungen werden gegebenenfalls von mehreren Eulen transportiert.

#### Heuler
Ein Heuler ist ein Brief in roter Farbe, bei dessen Öffnen die enthaltene Nachricht als lautes Geschrei zu vernehmen ist. Er wird vorwiegend von verärgerten Eltern an ihr Kind in Hogwarts geschickt, wenn das Kind durch blamables Fehlverhalten auffällig wurde. Für den Betreffenden ist dies stets sehr peinlich, da die Post in Hogwarts während des gemeinsamen Frühstücks von Eulen in die Große Halle gebracht wird und das Geschrei des Heulers dann für alle Anwesenden deutlich hörbar ist.
So bekommt Ron im zweiten Band einen Heuler von Mrs. Weasley zugestellt, da mehrere Muggel zu Augenzeugen des fliegenden Ford Anglia wurden und dies Arthur Weasley im Zaubereiministerium große Schwierigkeiten einbrachte.

### Flohnetzwerk (Kommunikation)
Das Flohnetzwerk (Floo Network) ist eine Infrastruktur zum Reisen und Kommunizieren. Es besteht aus miteinander verbundenen Kaminen (flue). Mit dem Hilfsmittel Flohpulver (Floo Powder) können Magier von einem angeschlossenen Kamin zu einem anderen kommunizieren, indem sie ihren Kopf ins Feuer stecken, der dann im anderen Feuer erscheint.

### Druckerzeugnisse
Der Tagesprophet (Daily Prophet) ist die Tageszeitung der Magier. Er wird täglich von Posteulen ausgeliefert, die dafür bezahlt werden müssen. Der Tagesprophet beschäftigt sowohl Reporter als auch Fotografen, die die bewegten Bilder für die Ausgaben aufnehmen. Rita Kimmkorn hat jahrelang für den Tagespropheten gearbeitet und dabei durch ihre sensationsheischenden Artikel Aufsehen erregt. Herausgeber des Tagespropheten ist ein ehemaliger Schüler von Horace Slughorn namens Barnabas Cuffe.
Der „Abendprophet“ (Evening Prophet) ist eine gelegentliche Sonderausgabe des Tagespropheten zu speziellen Themen. Zusätzlich existiert noch eine Sonntagsausgabe des Tagespropheten namens „Sonntagsprophet“ (Sunday Prophet), welcher erstmals in Band 5 Erwähnung findet.
Der „Klitterer“ (The Quibbler) ist ein alternatives Magazin, das von Xenophilius Lovegood publiziert wird und meist absurde Geschichten über Verschwörungstheorien und Fantasiewesen verbreitet. Der Klitterer veröffentlicht als erste Zeitschrift die wahre Geschichte von der Rückkehr Voldemorts. Die von Rita Kimmkorn geschriebene Reportage wird später auch vom Tagespropheten übernommen.
Daneben gibt es noch zahlreiche Spartenmagazine wie „Verwandlung Heute“ (Transfiguration Today, eine wissenschaftliche Fachzeitschrift), das Frauenmagazin „Hexenwoche“ (Witch Weekly) und das Magazin „Rennbesen im Test“ (Which Broomstick).

### Magischer Rundfunk (MRF)(Wizarding Wireless Network (WWN))
Das Äquivalent des normalen Radios in der Zaubererwelt läuft über Magie statt Elektrizität. Wird es im Laufe der Bände immer wieder am Rande erwähnt, erhält es erst im siebten Band eine größere Rolle, als einige ehemalige Hogwartsschüler (Lee Jordan, Fred und George Weasley) und Mitglieder des alten Phönixordens einen Piratensender aufsetzen, um am staatlich gelenkten Medienapparat vorbei über Harrys Kampf gegen Voldemort und die allgemeine, wahre Situation im Land zu berichten. Dementsprechend heißt die Sendung Potter Watch, empfangbar nur nach magischer Eingabe eines Codewortes.

### Patronus
Die Mitglieder des Phönixordens verwenden ihre Patroni, um kurze Nachrichten zu überbringen. Der Patronus spricht nach seiner Ankunft beim Empfänger mit der Stimme des Absenders. Diese Art der Kommunikation wurde von Albus Dumbledore erfunden.

### Verzauberte Münzen
Die Mitglieder von Dumbledores Armee verwenden verzauberte Galleonen, um eine Versammlung einzuberufen. Inspiriert durch das Prinzip des Dunklen Mals verzauberte Hermine die Münzen so, dass anstatt der Seriennummer immer das Datum des nächsten Treffens angezeigt wird.

### Dunkles Mal
Lord Voldemort kann mit dem Dunklen Mal (Dark Mark), das wie eine Art Tätowierung auf den linken Unterarmen der Todesser anmutet, seine Anhänger herbeirufen – sie spüren seinen Ruf durch starke Schmerzen im Mal. Umgekehrt können die Todesser das Dunkle Mal verwenden, um Voldemort zu rufen. Das Dunkle Mal ist ein Totenkopf, aus dessen Mund eine Schlange kommt. Todesser lassen es mit Morsmordre über den Häusern aufsteigen, in denen sie gemordet haben.

### Zweiwegespiegel
Zweiwegespiegel sind zwei magisch miteinander verbundene Spiegelteile, die sich im Besitz zweier Zauberer befinden. Wenn der eine den Namen des anderen Spiegelbesitzers ausspricht, erscheint dieser im eigenen Spiegel und man selbst im Spiegel des anderen, dann steht die Verbindung und man kann miteinander reden.
Noch zu seinen Lebzeiten in Band 5 schenkt Sirius Black Harry Potter einen solchen Spiegel, um mit ihm in Kontakt bleiben zu können. Nach Sirius’ Tod gelangt der Spiegel zu Dumbledores Bruder Aberforth.

## Fortbewegung

### Apparieren und Disapparieren
Apparieren beziehungsweise Disapparieren (Apparition, Disapparition) ist eine unter Zauberern beliebte Form des Reisens. So kann sich ein Zauberer, begleitet von dem charakteristischen Plopp, willentlich quasi in Luft auflösen, um an einem fernen Ort wieder zu erscheinen. Diese Form der Fortbewegung ist nicht leicht zu erlernen und birgt gewisse Risiken, wie z. B. das Zersplintern (Splinching), bei dem Körperteile am Ausgangsort zurückbleiben. Daher muss man volljährig (17 Jahre) sein, um nach einer bestandenen Apparierprüfung eine Lizenz zu erhalten, die von der entsprechenden Abteilung des Zaubereiministeriums ausgestellt wird.
Es gibt jedoch auch das Seit-an-Seit-Apparieren. Das bedeutet, dass ein Zauberer, der apparieren kann, einen anderen (z. B. einen Minderjährigen) mitnehmen kann. Dies funktioniert, indem sich dieser an dem apparierenden Zauberer festhält oder von ihm festgehalten wird. So wird Harry in Band 6 von Dumbledore mitgenommen, als sie Horace Slughorn besuchen. Andersherum ist es, als Harry den geschwächten Dumbledore am Ende des Bandes von der Höhle nach Hogsmeade bringt.
Es gibt Schutzzauber, die das Apparieren und Disapparieren an bestimmten Orten (beispielsweise Hogwarts) unterbinden. Diese wirken allerdings nicht gegen das Erscheinen einiger nicht-menschlicher Wesen wie etwa Hauselfen.
Im siebten Teil der Reihe wird angedeutet, dass die Entfernung, über die appariert werden kann, begrenzt ist, als Voldemort – von seinen Todessern gerufen – zunächst eine Strecke fliegend zurücklegen muss, bevor er an den Zielort apparieren kann.
Den tatsächlich im Englischen existierenden und im Original verwendeten Begriff apparition (deutsch Erscheinung, abgeleitet von lateinisch aperire) hat Rowling durch die Kunstworte disapparition, to apparate und to disapparate ergänzt.

### Besen
Der Besen (broomstick) ist ein fliegendes Personenbeförderungsmittel für den Individualverkehr und ein Sportgerät. Einen Besen zu fliegen erfordert Geschick und Übung. Auf Geheiß Professor McGonagalls erhält Harry im ersten Schuljahr einen Nimbus 2000. Dieser wird später zerstört, als Harry während eines Quidditch-Spiels von einem Dementor angegriffen wird. Harry fällt durch den Angriff zu Boden, während der Besen in die Peitschende Weide (Whomping Willow) fliegt und zu Kleinholz verarbeitet wird. Sein Pate, Sirius Black, schenkt Harry in seinem dritten Schuljahr einen Feuerblitz (Firebolt). Beide Besen sind zu der Zeit, als Harry sie bekommt, die schnellsten Besen der Welt.
Weitere in den Büchern erwähnte Besenmarken sind die Sauberwisch (Cleansweep) 5, 7 und 11 sowie der Shootingstar, der Komet 2-60, der Silberpfeil und der Nimbus 2001.

### Fahrender Ritter

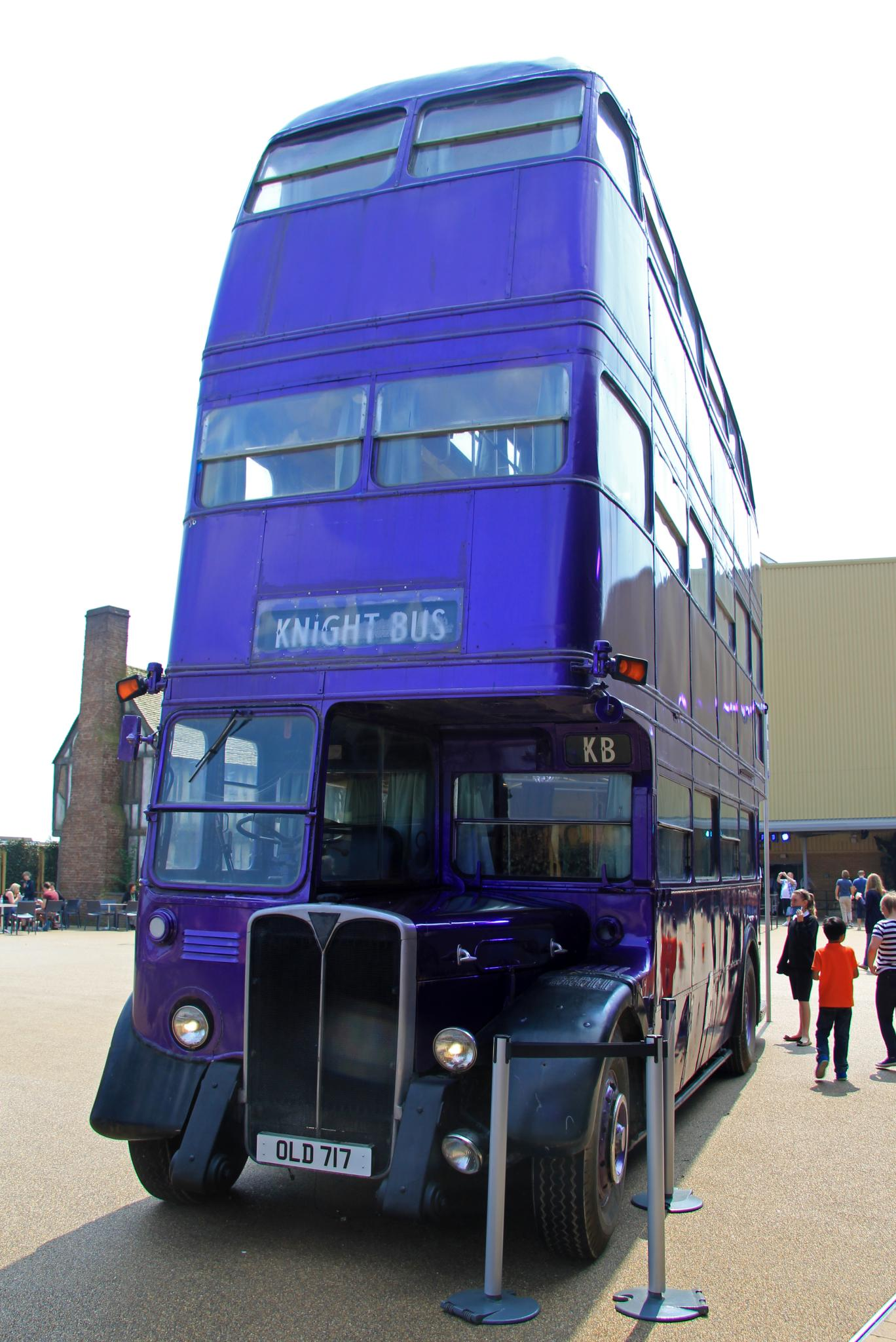
Der Fahrende Ritter bei der Warner Bros. Studio Tour in London

Der Fahrende Ritter (im Original Knight Bus, Knight bedeutet Ritter und ist homophon mit dem Wort Night, das Nacht bedeutet) ist in der magischen Welt das Äquivalent zum öffentlichen Nah- und Fernverkehr der Muggel.
Den englischen Routemaster-Doppeldeckerbussen nachempfunden sammelt der grell purpurfarbene Dreidecker in ganz England, Schottland und Wales gestrandete Hexen und Zauberer auf, um sie gegen ein geringes Entgelt (11 Sickel) zu einem Zielort ihrer Wahl zu befördern. Dabei rast er, für Muggel nicht wahrnehmbar, durch die Straßen und veranlasst jedes Hindernis dazu, aus dem Weg „zu hüpfen“. Auf langen Strecken kann er ruckartig und von einem lauten Knall begleitet bis zu 150 Kilometer überspringen. Die Innenausstattung passt sich der Uhrzeit entsprechend an: Wo nachts Betten stehen, warten tagsüber Sessel.
Dennoch ziehen viele Zauberer andere Reisemöglichkeiten vor, da diese meist bequemer und schneller sind (z. B. das Flohnetzwerk). Im dritten Buch fährt Harry Potter mit dem Fahrenden Ritter von den Dursleys aus nach London ins Wirtshaus Zum Tropfenden Kessel.
Ernie Prang steuert das Gefährt, während Stan Shunpike als Schaffner den Fahrpreis kassiert und die Reisenden bedient.

### Flohnetzwerk
Das Flohnetzwerk (Floo Network) ist in der magischen Welt eine Infrastruktur zum Reisen und Kommunizieren. Es besteht aus miteinander verbundenen Kaminen (flue). Mit dem Hilfsmittel Flohpulver können Magier von einem angeschlossenen Kamin zu einem anderen reisen oder einfach nur den Kopf wie aus einem Fenster hinaus recken und so kommunizieren.
Der einzige legal und dauerhaft an das Flohnetzwerk angeschlossene Kamin der Muggel ist der des Britischen Premierministers. Die Kamine des Flohnetzwerkes unterstehen der Flohnetzaufsicht des Zaubereiministeriums und können von Netzwerkaufsehern überwacht werden. Im fünften Schuljahr veranlasst Großinquisitorin Dolores Umbridge die Überwachung aller Kamine in Hogwarts, außer ihres eigenen. Diesen Umstand macht sich Harry mehr als einmal zu Nutze; er führt jedoch auch beinahe dazu, dass Sirius Black von Umbridge erwischt wird.
Flohpulver (Floo Powder) aktiviert die Netzwerkfunktion eines Kamins, der an das Netzwerk angeschlossen ist. In den Kamin geworfen, erzeugt es grüne Flammen oder verfärbt bereits vorhandene Flammen grün. Dies ist das Signal, den Kamin zu betreten oder den Kopf hinein zu stecken und den Namen des Zielortes auszusprechen. Dabei ist es enorm wichtig, den Namen sehr deutlich auszusprechen, da sonst die Möglichkeit besteht, im falschen Kamin zu landen. Dies passiert zum Beispiel Harry gleich bei der ersten Benutzung; er landet in der Nokturngasse (Knockturn Alley, genauer im Laden von Borgin und Burkes) anstatt in der Winkelgasse (Diagon Alley), da er den Namen „Diagon Alley“ undeutlich als diagonally (engl. für „schräg gegenüber“) ausspricht.
Floo ist kein existierendes englisches Wort, sondern eine Verballhornung von flue, dem englischen Wort für Kamin. Die deutsche Übersetzung kann auch so gedeutet werden, dass man zwischen den Kaminen hin- und herspringt wie eben ein Floh.

### Hogwarts-Express

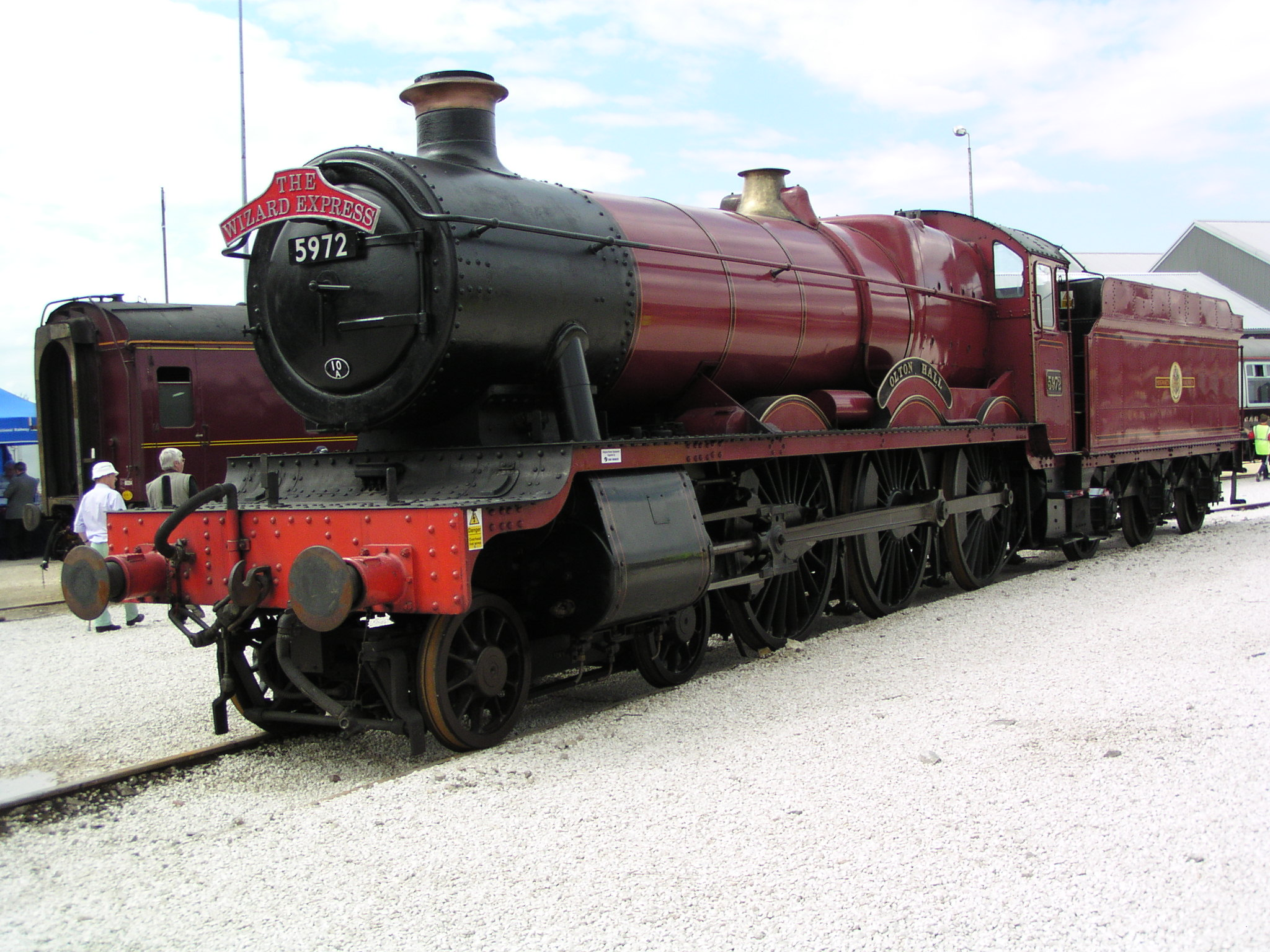
Lokomotive Nr. 5972 Olton Hall des Hogwarts-Express

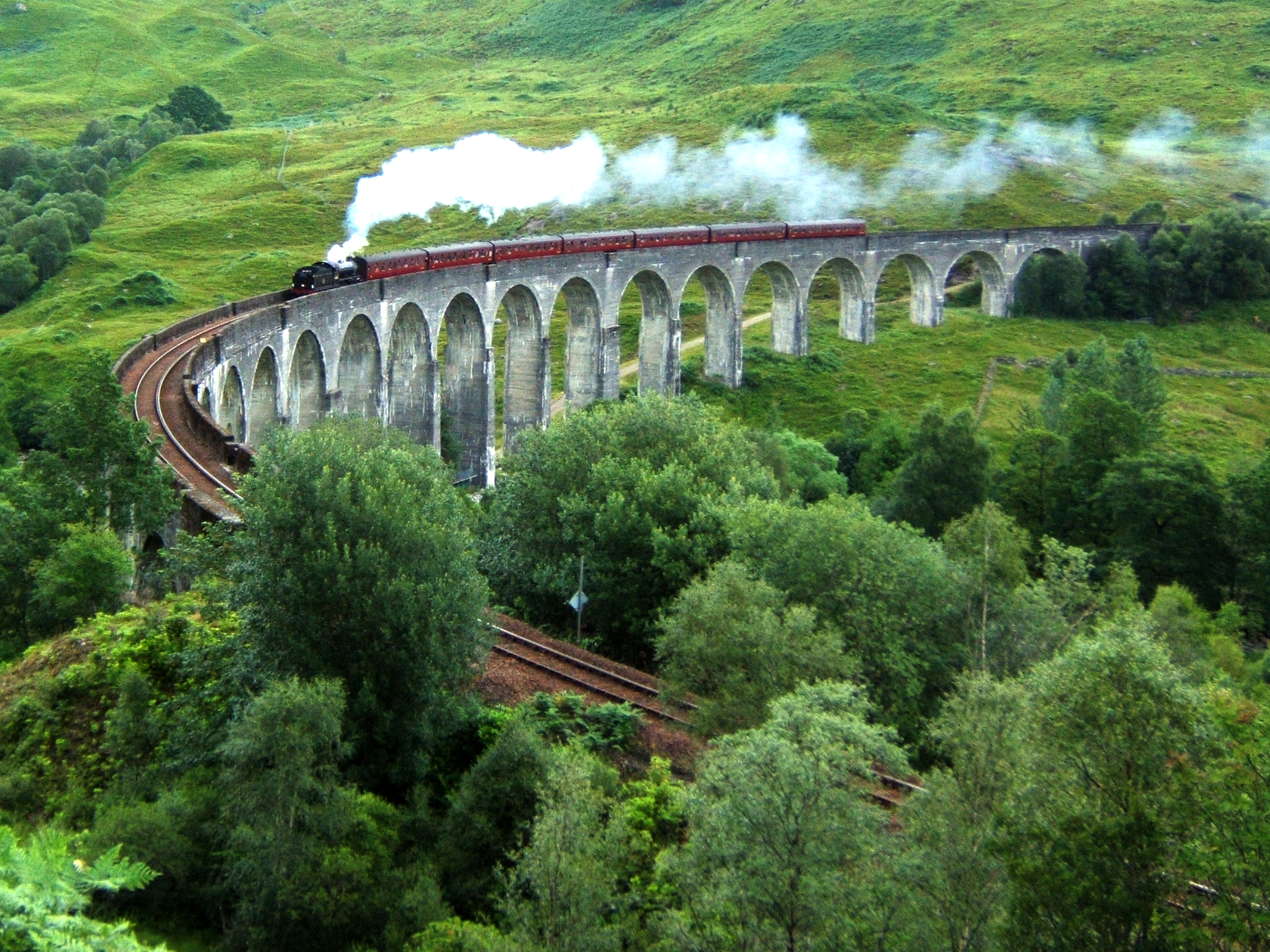
Das Glenfinnan Viaduct – hier wird der Zug im dritten Teil von Dementoren durchsucht

Der Hogwarts-Express ist ein Zug, der für den Schülerverkehr zwischen London und der Zauberschule Hogwarts eingesetzt wird. Er wird von der scharlachroten Dampflokomotive Nr. 5972 Olton Hall gezogen, die zur Hall-Klasse der Great Western Railway (GWR) gehört und historische Lokomotive erhalten ist. Der Zug startet vom geheimen Bahnsteig 9¾ im Londoner Bahnhofes King’s Cross, verborgen von den Augen der Muggel, und fährt zum Bahnhof Hogsmeade nahe Hogwarts.
Neben den Schülern nutzen gelegentlich auch neue Lehrkräfte den Hogwarts-Express. Während der Fahrt können sich die Passagiere an einem mobilen Imbisswagen verpflegen, der eine Auswahl an magischen Süßigkeiten und Snacks anbietet, darunter Klassiker wie Schokofrösche oder Bertie Botts Bohnen. 

### Portschlüssel
Portschlüssel (Portkey) sind magisch veränderte Gegenstände, mit denen Zauberer einzeln oder in Gruppen große Entfernungen zurücklegen können. Jeder Gegenstand kann mit der durch das Zaubereiministerium kontrollierten Zauberformel „Portus“ in einen Portschlüssel verwandelt werden. In aller Regel werden als Portschlüssel unauffällige Objekte wie ein kaputter Stiefel oder ein alter Eimer verwendet, damit Muggel sie für Abfall halten und demnach nicht zufällig anfassen/auslösen. Der Pokal im Trimagischen Turnier war ebenfalls ein Portschlüssel. Er wurde von Barty Crouch jr. in einen solchen verwandelt und sollte Harry Potter bei Berührung als Gewinner des Turniers zu dem Friedhof bringen, auf dem ihn Lord Voldemort erwartete. Allerdings beschlossen Harry Potter und Cedric Diggory, dass sie beide Gewinner seien, und berührten gleichzeitig den Portschlüssel. Außerdem gibt es Portschlüssel, welche zu einem vorher festgelegten Datum aktiv werden und die sie berührende(n) Person(en) zum Zielort befördern.

## Schule
In den sieben Büchern der Reihe werden drei Zauberschulen erwähnt, die alle in Europa liegen: Hogwarts, das Durmstrang-Institut (im nördlichen Osteuropa) und die Beauxbatons-Akademie (in Südfrankreich). Die Schulen treffen sich im vierten Band zum ersten Mal seit über einem Jahrhundert zum Trimagischen Turnier.

### Schulabschlüsse
In Hogwarts wird die Ausbildung der Zauberer und Hexen in zwei Abschnitten betrieben. Alle Kinder ab elf Jahren können mindestens fünf Jahre lang die Schule besuchen. Am Ende des fünften Schuljahres legen die Schüler dann Prüfungen in verschiedenen Fächern ab. Sie erhalten daraufhin die so genannten ZAGs (Zaubergrade, im Original: OWL, Ordinary Wizarding Level, deutsch: „Normales Zauberer-Niveau“), die als Grundlage für ihre Teilnahme an weiterführenden Fächern dienen. Mehrere Lehrer erwarten für die Teilnahme an ihrem Unterricht ab der sechsten Klasse mindestens die Note E. Das Erreichen der ZAGs ist ein mittlerer Schulabschluss, der zum Ergreifen der meisten magischen Berufe genügt. Lediglich wer einen hochqualifizierten Beruf anstrebt, beispielsweise den eines Aurors, muss dafür zwei weitere Schuljahre anhängen. Am Ende des siebten und letzten Schuljahres legen die Schüler die Prüfungen zum UTZ (Unheimlich Toller Zauberer, im Original: NEWT, Nastily Exhausting Wizarding Test, deutsch: „Grauenvoll Anstrengender Zauber-Test“) ab.
Im englischen Original sind die Abkürzungen Wortspiele: „OWL“ heißt auf Deutsch „Eule“, „NEWT“ bedeutet „Molch“.

### Notenstufen
Die bei den Prüfungen verliehenen Noten haben folgende Bezeichnungen:
1. Ohnegleichen (Outstanding), Bestnote
2. Erwartungen übertroffen (Exceeds Expectations)
3. Annehmbar (Acceptable), Mindestanforderung zum Bestehen einer Prüfung
4. Mies (P, Poor)
5. Schrecklich (D, Dreadful)
6. Troll

## Sport

### Quidditch

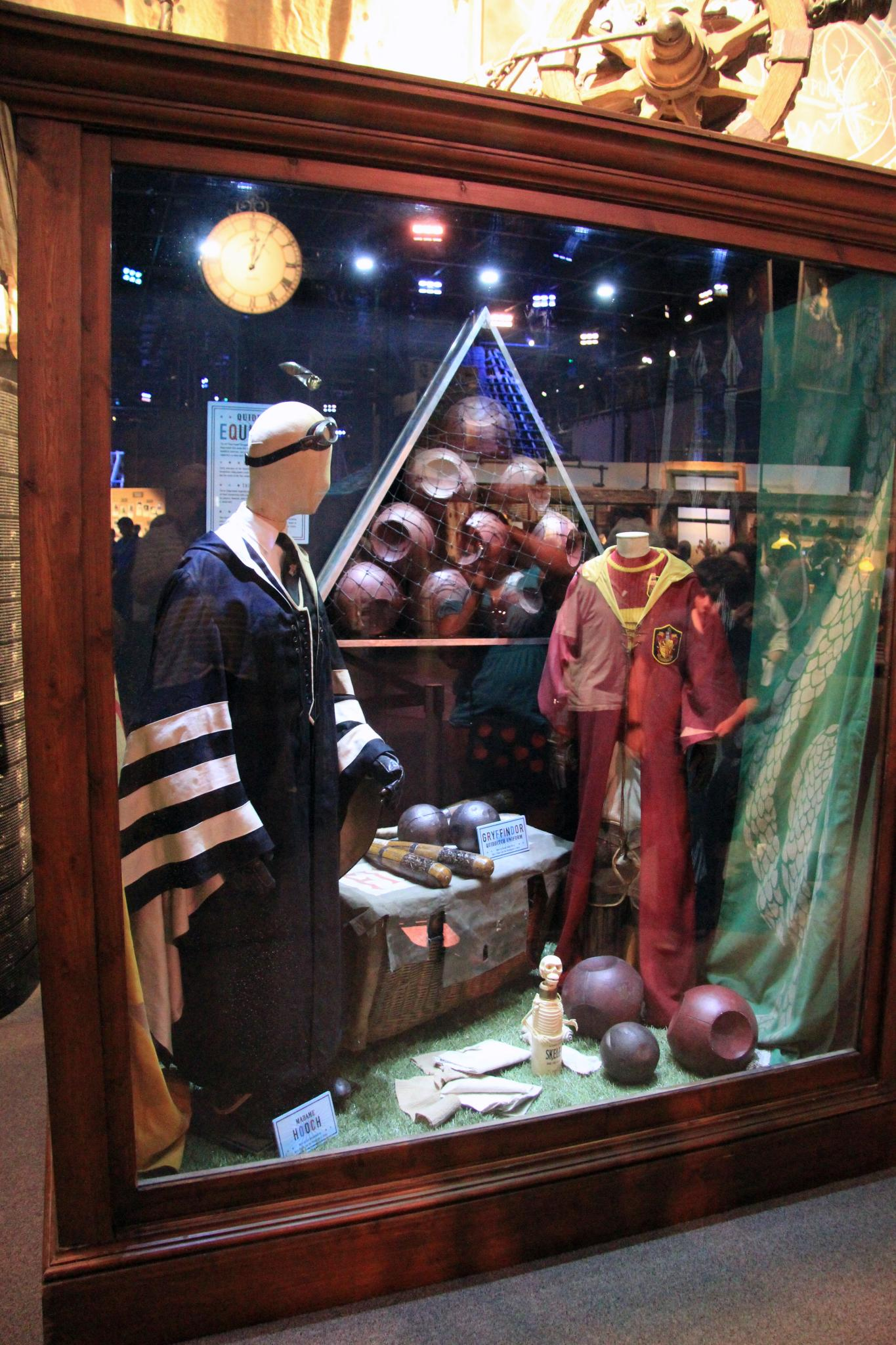

Quidditch ist eine Mannschaftssportart. Genauere Informationen finden sich im Buch Quidditch im Wandel der Zeiten.
Die in der Zaubererwelt beliebteste Sportart wird von zwei Mannschaften mit je sieben auf Besen fliegenden Spielern mit insgesamt vier Bällen gespielt. Je Mannschaft dienen drei Ringe, die in 15 Metern Höhe angebracht sind, als Tore.
Die Spieler je Mannschaft:
- Drei Jäger (Chaser) versuchen, den Quaffel durch eines der gegnerischen Tore zu werfen.
- Ein Hüter (Keeper) versucht, zu verhindern, dass die gegnerischen Jäger Tore werfen.
- Zwei Treiber (Beater) versuchen, mit Schlägern die beiden Klatscher von ihren Mitspielern abzuwehren und auf gegnerische Spieler zu lenken.
- Ein Sucher (Seeker) versucht, den goldenen Schnatz zu fangen. Sucher sind für gewöhnlich die kleinsten, leichtesten und wendigsten Spieler.

Die Bälle im Spiel:
- Der goldene Schnatz (Golden Snitch): Ein 4 Zentimeter großer goldener Ball mit silbernen Flügeln, der sehr schnell in der Luft herum fliegt. Er ersetzte den ursprünglich verwendeten kleinen goldenen Schnatzer, einen 4 Zentimeter großen Vogel, der durch den Erfolg des Spiels beinahe ausgerottet wurde und nun unter magischem Naturschutz steht. In Band 7 wird erklärt, dass der Schnatz eine Art Speicher (flesh memory) besitzt, durch die er die erste Person identifiziert, die ihn berührt.
- Zwei Klatscher (Bludger): Große schwarze Bälle, die die Spieler von ihren Besen zu stoßen versuchen und selbst angetrieben durch die Luft rasen.
- Der Quaffel (Quaffle): Der Ball von der Größe eines Fußballes wird auf die Ringe geworfen. Ursprünglich bestand das Spiel nur daraus, mit dem Quaffel Tore zu schießen. Die zwei Klatscher und der Goldene Schnatz kamen erst später dazu.

Ein Tor zählt zehn Punkte. Ein Spiel ist beendet, sobald ein Sucher den goldenen Schnatz gefangen hat. Dies bringt seiner Mannschaft zusätzlich 150 Punkte, fast immer erringt diese Mannschaft dadurch den Sieg.
Im vierten Buch besucht Harry Potter zusammen mit den Weasleys und Hermine die Quidditch-Weltmeisterschaft.
Quidditch hat als aktiv praktizierte Sportart Quadball auch Einzug in die reale Welt gefunden.

### Trimagisches Turnier
Das Trimagische Turnier (Triwizard Tournament) ist ein Wettkampf zwischen den drei größten europäischen Zauberschulen Hogwarts, Durmstrang und Beauxbatons. Ein magischer Feuerkelch bestimmt aus den Freiwilligen jeder Schule einen Champion, der seine Schule im Turnier vertritt. Die Champions gehen eine Art bindenden magischen Vertrag ein, der sie zwingt, das Turnier zu beenden. Das Turnier selbst besteht aus drei magischen Aufgaben, verteilt über einen Zeitraum von einem Schuljahr, die möglichst schnell bzw. originell gelöst werden müssen. Die Aufgaben sind z. T. extrem gefährlich und wegen der hohen Todesrate unter den Champions war das Turnier in der Vergangenheit eingestellt worden.
Im vierten Band findet erstmals nach über einem Jahrhundert wieder ein Trimagisches Turnier statt, Ausrichter der Neuauflage ist Hogwarts. Um das Risiko in Grenzen zu halten, dürfen sich nur volljährige (17 Jahre alte) Schüler bewerben. Durch die Bemühungen von Barty Crouch jr. in der Gestalt von Alastor „Mad-Eye“ Moody wird diese Regel im Fall von Harry Potter jedoch umgangen, und da der Feuerkelch Harrys Namen ausspuckt, ist er neben den drei eigentlichen Champions ebenfalls zur Teilnahme gezwungen. Das Turnier endet katastrophal mit Lord Voldemorts Rückkehr und dem Tod des ersten Hogwarts-Champions Cedric Diggory.

## Tränke

### Amortentia
Amortentia (lat. amor, die Liebe; lat. temptare, etw. erstreben) ist der stärkste Liebestrank der Welt. Er erzeugt keine wirkliche Liebe, sondern verursacht starke Schwärmerei oder Besessenheit. Er gilt als einer der gefährlichsten und stärksten Zaubertränke. Der Trank riecht für jeden anders; Harry Potter riecht einen Blumenduft, den er wieder riecht, als Ginny sich zu Harry, Hermine und Ron gesellt, Hermine riecht frisch gemähtes Gras, ein neues Pergament und Rons Haare.

### Felix Felicis
Felix Felicis (lat. felix, der Glückliche; felicis, des Glücklichen) ist ein sehr starker Glückstrank. Er lässt der Person, die ihn einnimmt, alles ohne große Bemühungen gelingen. Er ist goldfarben und wird auch flüssiges Glück (Liquid Luck) genannt.
Bei Veranstaltungen wie Sportwettkämpfen und Prüfungen ist er verboten. Häufig eingenommen wirkt Felix Felicis als starkes Gift und verursacht Schwindelgefühl, Leichtsinn und ein übersteigertes Selbstvertrauen.
- Harry gewinnt ein Fläschchen dieses Tranks im sechsten Band, als er dank des Zaubertrankbuches des Halbblutprinzen den besten Zaubertrank braut. Da die Herstellung des Tranks aufwendig, langwierig und schwierig ist, wägen Harry, Ron und Hermine sorgfältig ab, wofür sie das Fläschchen Felix Felicis einsetzen.
- Um seinem Freund Ron bei einem Quidditchspiel zu helfen, täuscht Harry vor, seinem nervösen Freund einen Schuss von „dem Felix“ in den Kürbissaft zu mischen, damit Ron denkt, dass er nun Glück hat. Ron trinkt diesen Saft, der nun die psychische Wirkung eines Placebos hat, die ihn zum umjubelten Hüter im Quidditch-Match gegen die Slytherins werden lässt.
- Harry kann durch die Wirkung des Zaubertrankes eine wichtige Erinnerung von Professor Slughorn erlangen.
- Am Ende des Buches „Harry Potter und der Halbblutprinz“ gibt Harry Ron, Hermine und Ginny das Fläschchen Felix Felicis, damit sie im Falle eines Kampfes geschützt sind.

### Skele-Wachs
Skele-Wachs (Skele-Gro; ‚gro‘ ist vom gleichklingenden englischen Wort grow „wachsen“ abgeleitet) ist ein schlecht schmeckender Zaubertrank, der Knochen unter großen Schmerzen wieder (nach)wachsen lässt. Harry muss ihn im zweiten Band einnehmen, als Professor Lockhart aus Versehen die Knochen aus Harrys rechtem Arm weggezaubert hat. In Band sieben bekommt der Kobold Griphook ihn, um seine gebrochenen Beine zu heilen.

### Sud des Lebenden Todes
Der Sud des Lebenden Todes bzw. Trank der Lebenden Toten (Draught of Living Death) ist ein starker Schlaftrank aus geriebener Affodillwurzel, Wermutaufguss und Baldrianwurzel; dazu kommt noch die von J.K. Rowling erfundene Schlafbohne. Ein Tropfen dieses Tranks lässt auch den aufgewecktesten Zauberer tief und fest schlafen. Wenn der Trank falsch zubereitet wird, kann er einen so tiefen Schlaf verursachen, dass der Trinkende nicht wieder erwacht.
Harry bereitet ihn im sechsten Band nach den abweichenden Anweisungen aus dem Buch des Halbblutprinzen zu und gewinnt mit seinem guten Ergebnis ein Fläschchen Felix Felicis von Professor Slughorn.

### Veritaserum
Veritaserum (lat. veritas, Wahrheit; lat. serum, Molke) ist das stärkste existierende Wahrheitselixier. Drei Tropfen dieses farb- und geruchlosen Elixiers reichen aus, um einem Menschen seine innersten Geheimnisse zu entlocken. Der Gebrauch wird deshalb streng vom Zaubereiministerium kontrolliert. Professor Snape sagt, dass bei drei Tropfen von dem Serum sogar Voldemort seine tiefsten Geheimnisse ausplaudern würde.
Es bedarf eines vollständigen Mondzyklus, also eines Monats, um zu reifen. Verabreicht man es früher, wirkt es wie Gift.
Professor Snape droht Harry in Harry Potter und der Feuerkelch damit, ihm den Trank einzuflößen. Im selben Band benutzt Professor Dumbledore das Elixier, um Barty Crouch Jr. zu verhören.
Später will Professor Umbridge Harry mit Hilfe des Trankes den Aufenthaltsort von Sirius Black und Professor Dumbledore entlocken. Dies scheitert jedoch, da sie Professor Snapes gesamten Vorrat an Veritaserum bereits zum Verhör etlicher Schüler aufgebraucht hat. In Harry Potter und der Halbblutprinz wird außerdem angedeutet, dass Dumbledore schon versucht hat, Horace Slughorn mittels Veritaserum Geheimnisse über Voldemorts Vergangenheit zu entlocken und durch diesen letzten Endes vergeblichen Versuch deren ansonsten freundschaftlich-kollegiales Verhältnis zumindest stark abgekühlt ist.

### Vielsaft-Trank
Der Vielsaft-Trank (Polyjuice Potion) ermöglicht es einem Zauberer, eine Stunde lang die Gestalt einer anderen Person anzunehmen. Die komplizierte Zubereitung dieses Trankes dauert einen Monat. Die Wirkung lässt sich beliebig verlängern, indem man ihn regelmäßig einmal pro Stunde zu sich nimmt.
Damit der Vielsaft-Trank wirkt, muss man einen Teil der Person zugeben, in die man sich verwandeln möchte, zum Beispiel Haare oder Zehennägel. Der Trank ist aber nicht für Verwandlungen in Tiere gedacht. Ron, Harry und Hermine benutzen den Vielsaft-Trank im zweiten Band, um Draco Malfoy auszuhorchen. Harry und Ron nehmen die Gestalt von Crabbe und Goyle an, doch Hermine verwandelt sich ansatzweise in eine Katze, da sie versehentlich ein Katzenhaar hinzugefügt hat, und muss von Madam Pomfrey zurückverwandelt werden. Barty Crouch Jr. benutzt diesen Trank im vierten Band, um sich in den ehemaligen Auroren „Mad-Eye“ Moody zu verwandeln.
Im siebten Band nehmen sechs von Harrys Freunden den Trank ein, um die Todesser bei ihrer Flucht aus dem Ligusterweg zu verwirren. Später benutzt Harry ihn bei der Hochzeit von Bill und Fleur sowie zusammen mit Ron und Hermine immer wieder, u. a. um zunächst in das Zaubereiministerium einzudringen, so wie im späteren Verlauf in die Zaubererbank Gringotts.

### Wolfsbann-Trank
Der Wolfsbann-Trank (Wolfsbane Potion) bewirkt, dass ein Werwolf bei seiner Verwandlung in der Vollmondnacht bei Verstand bleibt, seine Taten also kontrollieren kann und nicht zur Gefahr für andere wird. Der Erfinder des Wolfsbann-Tranks ist Damocles Belby, der in Hogwarts bei Horace Slughorn gelernt hat. Professor Snape bereitet den Trank im dritten Band für Remus Lupin zu.

## Zaubersprüche und Flüche
Im englischen Original sind die meisten magischen Anwendungen klassifiziert. Es gibt Zauber (spells), Verzauberungen (charms), Verwünschungen (jinxes), Verhexungen (hexes) und Flüche (curses). In der deutschen Übersetzung geht diese Einteilung weitgehend verloren, es wird nur noch – wenn überhaupt – zwischen Zaubern und Flüchen unterschieden, wobei hier spells und charms den Zaubern und jinxes, hexes und curses den Flüchen zugeordnet werden. Die Zaubersprüche und Flüche sind meistens einer antiken Sprache entlehnt, halten sich aber in der Regel nicht an die entsprechende Grammatik. Der allgemeine Gegenzauber Finite Incantatem wird nicht überall aufgeführt.

### Magie des Zaubereiministeriums
Vom Ministerium können bestimmte Zauber ausgeführt und genutzt werden, die eine weite räumliche Ausdehnung haben und sich vermutlich über ganz Großbritannien erstrecken: nämlich das Aufspüren von Zaubern, die Spur Minderjähriger und der Bann über einen gesprochenen Namen.

#### Das Aufspüren von Zaubern
Das Ministerium ist in der Lage, jeden ausgeführten Zauber und den Ort, an dem er erzeugt wurde, zu identifizieren. Allerdings kann nicht erkannt werden, wer den Zauber erzeugt hat. Dies wird in Harrys Sommerferien zwischen dem ersten und zweiten Jahr in Hogwarts wichtig, denn man beschuldigt fälschlicherweise Harry, einen Schwebezauber ausgeführt zu haben, obwohl das in Wahrheit der Hauself Dobby gewesen ist.

#### Die Spur
Die Spur liegt auf jedem minderjährigen Zauberer, so dass das Ministerium den Aufenthaltsort von jedem Kind und Jugendlichen unter 17 Jahren erkennen kann. Bei über 17-jährigen Zauberern ist das allerdings nicht mehr möglich, unabhängig von den Gesetzen der momentanen Regierung. Dies wird vor allem dadurch deutlich, dass es Harry, Ron und Hermine auch nach der Machtübernahme durch Voldemort und die Todesser gelingt, im Verborgenen zu leben, ohne dass ihr Aufenthaltsort ständig bekannt ist.

#### Bann über einen gesprochenen Namen
Nach der Machtübernahme von Voldemort über das Zaubereiministerium wird ein Bann über den Namen Voldemort gelegt, so dass beim Aussprechen des Namens alle Schutzzauber brechen und die Person, die den Namen gesprochen hat, genau lokalisiert werden kann. Dies wird vor allem Mitgliedern des Phönixordens, der Organisation zur Bekämpfung von Voldemort, zum Verhängnis. Da es unter ihnen nicht üblich ist, Voldemort als „Du weißt schon wen“ oder gar den „Dunklen Lord“ zu bezeichnen, können mit dem Bann viele Mitglieder des Phönixordens und schließlich auch Harry, Ron und Hermine aufgespürt werden.

### Besondere Zauber

#### Legilimentik und Okklumentik
Legilimentik bezeichnet die Fähigkeit des magischen Eindringens in den Geist einer anderen Person, um Gefühle und Erinnerungen der betroffenen Person sehen zu können. Sie erfolgt durch den Zauberspruch Legilimens. Severus Snape beschreibt gegenüber Harry Potter den Geist eines Menschen als komplexes Etwas, in dem man nicht lesen kann wie in einem Buch, da die Gedanken und Gefühle nicht im Gehirn eingraviert seien, weshalb man sie suchen müsse. Ebenso müsse bei Legilimentik meist Augenkontakt bestehen. In Harry Potters Fall benötigt Voldemort keinen direkten Augenkontakt, sondern kann die Verbindung zu Harrys Geist durch dessen Fluchnarbe (die Blitznarbe auf der Stirn) herstellen. Harry Potter selbst bezeichnet Legilimentik als Gedankenlesen. Dem widerspricht Professor Snape, da nicht die eben gedachten Gedanken eine Rolle spielen, sondern die Erinnerungen an Gespräche mit anderen Personen oder Handlungen.
Die einzige Möglichkeit, sich gegen das gewaltsame Eindringen in den Geist zu wehren, besteht in Okklumentik, dem Verschließen des Geistes. Severus Snape erklärt Harry, dass Okklumentik dem Widerstand gegen den Imperius-Fluch ähnelt, gegen den sich Harry bereits wehren konnte. Durch dieses Verschließen des Geistes ist die Person in der Lage, den Legilimentor zu belügen oder ihm etwas zu verheimlichen. Ein Beispiel für einen brillanten Okklumentiker ist Severus Snape selbst, da sich im siebten Band herausstellt, dass Snape 20 Jahre lang Lord Voldemort täuschen konnte.

#### Patronus-Zauber
Der Patronus-Zauber (Patronus Charm) vertreibt Dementoren. Seine Anwendung trägt die Schwierigkeit in sich, in der akuten Gefahrensituation an ein glückliches Ereignis zu denken und gleichzeitig die Zauberformel „Expecto Patronum“ (lat. für: Ich erwarte einen Schutzherrn) auszusprechen. Dieser Zauber gehört zur fortgeschrittenen Magie. Bei erfolgreicher Ausführung bricht aus der Spitze des Zauberstabes ein Nebelschleier hervor, der im Idealfall die Gestalt eines Tieres annimmt, ein sogenannter gestaltlicher Patronus. Ein Patronus kann auch als Nachrichtenbote eingesetzt werden.
Der Patronus nimmt bei jedem Zauberer eine andere Gestalt an, die oft einen persönlichen Bezug hat. So ist Harry Potters Patronus ein Hirsch, das gleiche Tier, in das sich sein Vater James Potter als Animagus verwandelte (lat. patronus zu pater „Vater“). Lily Potters Patronus ist passend dazu eine Hirschkuh; der Patronus von Severus Snape, der Lily liebte, nimmt die gleiche Gestalt an. Albus Dumbledores Patronus erscheint in Form eines Phönix, abgeleitet von seinem Haustier Fawkes. Minerva McGonagalls Patronus ist eine silbergraue Katze mit einem Brillenmuster um die Augen (ähnlich ihrer Animagusgestalt). Der Patronus von Aberforth Dumbledore ist ein Ziegenbock, Kingsley Shacklebolts ein Luchs, Arthur Weasleys ein Wiesel, Hermine Grangers ein Otter und Ron Weasleys ein kleiner Hund, ähnlich einem Jack Russell Terrier (J. K. Rowling besitzt einen Jack Russell). Luna Lovegoods Patronus ist ein Hase, der von Cho Chang ein Schwan. Der Patronus von Dolores Umbridges ist eine langhaarige Katze.
Die Gestalt des Patronus kann sich ändern: Tonks’ Patronus verwandelt sich in einen Wolf, als sie sich in den Werwolf Remus Lupin verliebt.

#### Unbrechbarer Schwur
Ein Unbrechbarer Schwur (Unbreakable Vow) ist ein Schwur, der zwischen zwei oder mehr Zauberern geleistet wird. Zusätzlich ist ein Zeuge zugegen, der mit seinem Zauberstab den Schwur besiegelt. Der Schwörende hat danach weiterhin die freie Entscheidung, den Schwur zu brechen, was jedoch zu seinem sofortigen Tod führt.
Severus Snape schwört zu Beginn des sechsten Bandes gegenüber Narzissa Malfoy, ihren Sohn Draco zu unterstützen bei allem, was Lord Voldemort von ihm verlangt. Zeugin bei diesem Schwur ist Narzissas Schwester Bellatrix Lestrange.

#### Uralte Magie
Es gibt sehr alte magische Vorgänge, die durch bestimmte Handlungen hervorgerufen werden können. Sie sind eine Art Belohnung der Magie an den Beschwörer für eine besonders mutige oder großherzige Tat. Diese Form der Magie ist die mächtigste von allen und kann selbst dunkelste Flüche und Banne abwenden, selbst den Todesfluch Avada Kedavra. Wer diese Magie erforschen will oder sie gar zu verändern versucht, kann seltene magische Paradoxa hervorrufen (Beispiel: Die Seelenverbindung von Harry und Voldemort).
So ist es auch bei Harry: Als seine Mutter starb, um ihn zu schützen, legte sie durch ihr Opfer aus Liebe einen solchen Schutz auf ihn und hinderte so Voldemort daran, Harry Schaden zuzufügen (von der Blitznarbe abgesehen). Das führt letztendlich dazu, dass Voldemort sich selbst vernichtet.
Gegen Ende des dritten Bandes hindert Harry Lupin und Black daran, Peter Pettigrew zu töten, worauf dieser entkommen und Voldemort zu Hilfe kommen kann. Dumbledores Aussage, es werde sich für Harry noch als nützlich erweisen, Pettigrew gerettet zu haben, bewahrheitet sich schließlich im siebten Band. Als Peter versucht, Harry mit seiner silbernen Hand zu erwürgen, lässt er einfach los, als Harry ihn an diese Begebenheit erinnert. Pettigrew wird schließlich von selbiger Hand selbst erdrosselt, weil sie von Voldemort kontrolliert wird. Harry und Ron können das mit normaler Zauberei nicht mehr verhindern.

### Unverzeihliche Flüche
Es gibt drei unverzeihliche Flüche (Unforgivable Curses): Avada Kedavra, den Cruciatus-Fluch und den Imperius-Fluch. Schon die Ausführung eines dieser Zauber gegen einen Menschen ist unter Androhung von lebenslanger Haft in Askaban verboten. Lord Voldemort und seine Anhänger, die Todesser, wenden diese Flüche allerdings regelmäßig an. Um einen unverzeihlichen Fluch auszuführen, ist ein starker Wille zur Ausführung der Tat und ein starker Zauberer notwendig. Harry Potter selbst benutzt niemals den Todesfluch, versucht sich mehrmals an der Ausführung des Cruciatus-Fluches und gebraucht den Imperius-Fluch mehrmals mit Erfolg. Laut der Aussage von Bellatrix Lestrange müssen die Unverzeihlichen Flüche – oder zumindest der Cruciatus-Fluch – als Ausdruck ihres schwarzmagischen Ursprungs auch mit entsprechenden „dunklen“ Gefühlen im Hinterkopf und mit großer Willenstärke aufgerufen werden.

#### Avada Kedavra
Avada Kedavra oder der tödliche Fluch (aramäisch avd/אבד „verlorengehen, verschwinden“; aramäisch ke/כ „wie“; aramäisch davar/דבאר „die Sache“; Zauberformel: Avada Kedavra) tötet Lebewesen auf der Stelle. Während der Ausführung dieses unverzeihlichen Fluchs ist ein greller, grüner Blitz zu sehen; das Opfer ist sofort tot. Am Körper des Opfers bleiben keine Spuren zurück, durch die auf die Todesursache geschlossen werden kann. Der auf diese Weise zugefügte Tod ist schmerzlos. Für Avada Kedavra gibt es keinen Gegenfluch.
Unter anderem hat Lord Voldemort Harry Potters Eltern Lily und James Potter mit diesem Fluch getötet, ebenso wie Severus Snape Albus Dumbledore mit diesem Fluch tötet. Harry Potter ist bis jetzt der einzige Mensch, der diesen Fluch überlebt hat, und zudem der einzige, bei dem er Spuren am Körper in Form der blitzförmigen Narbe auf der Stirn hinterlassen hat.
Der Grund dafür ist, dass Harrys Mutter Lily sich für ihren Sohn opferte und dadurch einen starken Schutzschild erschuf, wodurch der Todesfluch auf Voldemort zurückprallte. Des Weiteren entstand ein Seelensplitter Voldemorts, der sich in Harry als Horkrux manifestierte.
Voldemort ist durch Lilys Schutzwall nicht in der Lage, Harry zu schaden (Quirrell, der Voldemorts Seele zeitweise als Wirt dient, verbrennt, als er Harry berührt). Erst im 4. Schuljahr erhält Voldemort durch eine Verbindung mit Harrys Blut die Möglichkeit, diesen unbeschadet zu berühren. Voldemort ist es jedoch weiterhin nicht möglich, Harry durch den Todesfluch zu töten, da ihre Zauberstäbe den gleichen Kern besitzen und damit Brüder sind, die sich durch ihre eigene, ihnen innewohnende Magie nicht gegenseitig töten, zerstören oder besiegen können. Erst im siebten Band kann Voldemort einen Todesfluch gegen Harry anwenden, als dieser sich freiwillig stellt. Jedoch zerstört Voldemort lediglich seinen eigenen Seelensplitter, so dass Lily Potters Sohn auch diesen Todesfluch überlebt.

#### Cruciatus-Fluch
Der Cruciatus-Fluch (Cruciatus Curse, lat. cruciatus „Folter, Qual, Marter, Kreuzigung“; Zauberformel: Crucio, lat. cruciare „foltern, quälen“, ich-Form: crucio) ist ein Fluch zum Foltern von Lebewesen. Die Anwendung dieses unverzeihlichen Fluchs ruft beim Opfer extrem starke Schmerzen hervor, die das Gehirn bei längerer Einwirkung dauerhaft schädigen können. Sollte man den Fluch jedoch nicht abgrundtief wollen, erzielt er nicht die volle Wirkung. Mit diesem Fluch wurden Neville Longbottoms Eltern von Bellatrix Lestrange und anderen Todessern bis zum Wahnsinn gefoltert.
Auch Harry Potter hat bereits mehrfach versucht, diesen Fluch anzuwenden, blieb dabei bis zum siebten Band jedoch immer erfolglos. Im fünften Band wird Bellatrix Lestrange zwar umgeworfen, aber Harrys Fluch kann, von gerechtem Zorn getrieben, keinen dauerhaften Schmerz erzeugen. Im sechsten Band kann Severus Snape den Fluch problemlos abwehren. Im siebten Band rächt sich Harry mittels des Cruciatus-Fluches im Ravenclaw-Turm an Amycus Carrow, nachdem dieser Professor McGonagall bespuckt hat.

#### Imperius-Fluch
Der Imperius-Fluch (Imperius Curse, lat. imperium „Macht, Herrschaft, Befehl“ zu lat. imperare „beherrschen, befehlen“; Zauberformel: Imperio) ist ein Fluch, der die Kontrolle anderer Lebewesen ermöglicht. Dieser unverzeihliche Fluch kann durch gedankliche Anstrengung abgewehrt werden, was aber zumeist enorme Ausdauer und Training erfordert. Harry schafft es im vierten Teil (Harry Potter und der Feuerkelch), als der falsche Moody es ihn lehrt.
Nach dem Ende der Herrschaft Voldemorts behaupten viele ehemalige Todesser, nur unter Einfluss des Imperius-Fluches gehandelt zu haben. Das Zaubereiministerium hat große Mühen, herauszufinden, wer Voldemort aus freien Stücken gefolgt ist und bei wem die Behauptung stimmt.
Wie man im vierten Buch erfährt, hat Barty Crouch sen. seinen Sohn Barty Crouch jr. auf Wunsch seiner Frau aus dem Zaubergefängnis Askaban befreit. Er belegte Crouch jr. mit dem Imperius-Fluch und sperrte ihn im Haus ein. Dieser kann sich erst nach Jahren dagegen wehren und stellt nun, nachdem er sich vollständig befreit hat, seinen Vater seinerseits unter seinen Einfluss. Auch den wahren Alastor „Mad-Eye“ Moody kontrolliert er dann mit Hilfe des Imperius-Fluchs, um seine Stelle einzunehmen. Als Barty Crouch sen. beginnt, sich gegen den Fluch zu wehren, wird er von seinem eigenen Sohn ermordet und in Hagrids Kräutergarten als Knochen begraben.
Während der Zeit, in der er sich als Alastor „Mad-Eye“ Moody ausgibt, wendet Barty Crouch jr. in Verteidigung gegen die dunklen Künste (Defence Against the Dark Arts) den Imperius-Fluch auf alle Schülerinnen und Schüler aus Harrys Klasse an, damit sie lernen, ihn abzuwehren. Der einzige, dem dies nach mehrmaligem Probieren gelingt, ist Harry Potter, welcher es gegen Ende des vierten Bandes auch schafft, dem Imperius-Fluch von Voldemort zu widerstehen.

### Priori Incantatem
Priori Incantatem, der Fluchumkehr-Effekt, enthüllt die mit einem Zauberstab zuletzt ausgeführten Zauber und Flüche in umgekehrter Reihenfolge in Form von geisterhaften Erscheinungen. Der Effekt kann auftreten, wenn zwei im Kern gleiche Zauberstäbe gegeneinander eingesetzt werden.
Dies geschieht beim Duell zwischen Harry Potter und Lord Voldemort im vierten Band (Harry Potter und der Feuerkelch). Dabei verfehlen die ausgesprochenen Flüche ihre eigentliche Wirkung, die Zauberstäbe verbinden sich mit einer Art Lichtstrahl und Harrys Zauberstab zwingt Voldemorts, die zuletzt angewandten Zauber preiszugeben: Nach Peter Pettigrews Silberhand erscheinen die Seelenschatten der zuletzt mit Voldemorts Zauberstab getöteten Personen, darunter Cedric Diggory und Harrys Eltern James und Lily Potter.
Mit der Zauberformel Prior Incantato kann ein Zauberer eine schwächere Variante des Effekts bewusst hervorrufen und den letzten Zauber eines anderen Zauberstabes enthüllen.